# 白戸家

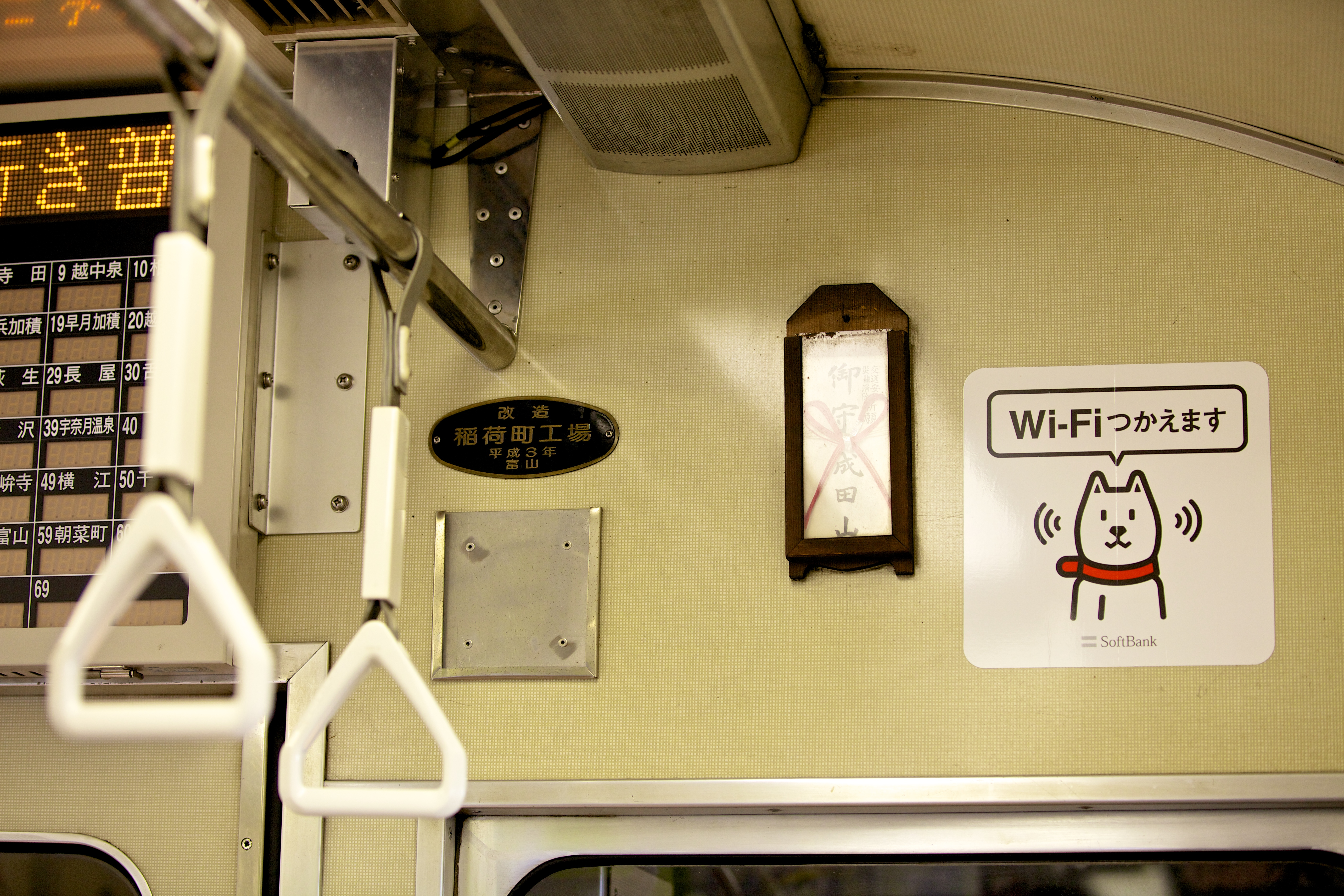
白戸次郎（お父さん犬）をモチーフとした「Wi-Fiつかえます」のステッカー

白戸家（しらとけ、ホワイトけ）は、ソフトバンクのCMに登場する架空の家族。

## 概要
「予想外な家族」のコンセプトのもと、不条理さと親しみやすさを併せ持つストーリー展開と、芸能人のみならずスポーツ選手や文化人などさまざまなジャンルのほか、旬の人物から懐かしのスター、時にはハリウッドの大物まで幅広いゲスト出演者が話題となり、CM総合研究所（株式会社東京企画）によるCM好感度調査では「SMAP」シリーズと併せた『SoftBank』ブランドとして初登場以来常に上位に位置し、年間ランキング「BRAND OF THE YEAR」においては2007年から2014年まで8年連続首位を獲得した。
新料金プラン「ホワイトプラン」を始めた時に、タレントをそろえる時間がなかったため、色からの連想で白い犬を起用した。この機転から生まれたのが「白戸家」のお父さん犬であり、厳しい予算と時間制約があったために生まれた企画である。
「白戸」のネーミングは、出演者の1人である上戸彩の苗字と、「ホワイトプラン」を掛けたもので、正式な読み方は「しらとけ」であるが、「白戸家」は「ホワイト家族24」と掛かっており、「ほわいとけ」とも読めるようなダブル・ミーニング表現となっている。
- 2007年6月にCMが始まった[2]。
- 2008年12月15日から2009年2月28日までの期間限定でマイスペース株式会社が提供するSNS「Myspace日本語版」にて白戸家の公式プロフィールが公開された[3]。
- 2013年1月は、料金プラン、各種サービス、機種および、イメージCMに登場[注 1]。

## 登場人物
白戸次郎が対外的に「白戸家のお父さん」と称される のに準じ、以降の本記事における家族名の表記は、一般的に通りの良い通称を優先して使用する。
白戸家の4人以外の人物は、登場CMの放映終了後にその出演者が他の携帯電話のCMに出演していることがあり、基本的に再登場しない。

### 白戸家
白戸 次郎（お父さん）
演 - カイくん（2014年3月まで）、ネネちゃん（2014年3月まで）、海斗（2014年4月から）
声 - 北大路欣也
ネーミングの元ネタは白洲次郎。
「お父さん回想する」篇の卒業アルバムから高校を1974年度に卒業したことが分かるが、2011年5月放映の「親子でドッジボール」篇で自身を58歳、2016年9月放映の「ハーフタイム」篇で自身を60歳と言っており、正確な生年は不明。
福井県福井市一乗谷出身。高校卒業までは実家の老舗旅館で過ごす。ソルボンヌ（パリ第4大学）への留学などを経て高校教師となり、結婚して1男1女の父親として生活していたが、ひょんなことから犬に姿を変える。その後、政治家、宇宙飛行士へと転職している。
日常生活の中では特に追及される描写はないものの、一部の人間からは犬の姿であることを驚かれたり、疑問を抱かれることがあり、周囲の人間の間ではその話題はタブー とされているらしい。アヤも一度この話題に触れたことがあるが、本人はアヤの問いかけに対し「全てのものに理由がある」と答えたが、それ以上は「お前にはまだ早い」として語らなかった。
ソルボンヌ留学経験から、フランス語が堪能。もっとも本人は「昔のこと」と多くを語りたがらない。小料理屋の女将から博多弁を教わるなどさまざまな言語への好奇心を見せるが、鳥取タダのギャル語やウルトラマンの言葉までは直接理解できなかった。ただし、ジョーンズのように地球の言語で思考していれば心の声を聞けることもある。
落下してきたピアノから身を挺して少女を守るなど、正義感と勇気を持ち合わせているが、写真の真ん中に映りたがるなど目立ちたがりやな一面も見せる。また「お父さん入院する」篇において、見舞いに来た家族が帰ろうとした際に何度も理由を付けて足止めした挙句最後には「帰っちゃうの?」と言う、さみしがり屋な面もある。演説は下手で、口が軽く隠し事も苦手。変装も苦手でアヤから「バレバレよ」と言われたほど。犬なのに猫舌のようである。驚いた時の口癖は「おいおいおいおい!」。
犬の姿ながらスポーツマン。若い頃は「渚のシンドバッド」と呼ばれたサーファーだった。ハワイに波乗りへ行ったこともあるが、アヤが家族を残してハワイへ行った時には自らを棚に上げ「ハワイかぶれめ」と拗ねている。また、自転車でバイクを追い抜く驚異的な脚力の持ち主。スキーもプロ級の腕前。
新し物好きな一方で年齢なりに保守的な部分もある。年の差婚には否定的で「新しいおじいちゃん」こと、実母の再婚相手である義父を認めておらず、会う度にその発言に痛烈なツッコミを入れる。また制服のスカート丈には厳しく、鳥取タダに合わせたアヤとお母さんのコスプレに対し「短か過ぎる」と強く指摘するも完全に無視された。
さだまさし・王貞治のファン。王が球団会長を務める福岡ソフトバンクホークスの応援隊長でもある。王貞治ベースボールミュージアムのCMでは王の代名詞である「一本足打法」を披露し、王本人から「君、上手だね」とお墨付きを貰う。ホークスの応援に度々行っているが、無人の福岡ヤフオク!ドームでホークスと鬼の試合を誰もいない観客席から一人で応援したことがある。
当初は普通の携帯を使っていたが、途中でiPhoneに機種変更。劇中では普通の通話の他にゲームをしたりピアノアプリを弾いている。
寝室はお母さんと一緒で、ツインベッドで別々のベットに寝ている。
高校教師としては学級担任まで持っていたが、姿が犬のために一部の生徒には侮られ、学校では校長である妻に頭が上がらなかった。
2010年の国政選挙への出馬依頼を受け、最初は渋りながらも秘書からの猛烈な説得を受け入れて無所属の新人枠で立候補する。選挙カーでの街宣中に宣伝めいたことを言った秘書を強烈に叱り飛ばし、妻から「意外と細かいわね」と言われてしょげている。実母が言ったマニフェストならぬ「エベレスト」に最初は抵抗を示していたが後に了承。選挙には見事当選（勝因は「麦藁帽子」）するが、「犬は議員になれない」との判断が下されたため無効とされた。
宇宙にいる古川さんとの交信で宇宙への思いが募り、「宇宙に行く!」と宣言し、宇宙飛行士となる。1度目の宇宙飛行では宇宙遊泳でサンタクロースと 白戸軒のカップ麺 に遭遇しており、国際宇宙ステーション（ISS）からは母さんとお兄さんの2人と交信している。2度目の宇宙飛行ではボスの宇宙人ジョーンズと出会っている。
お母さんやアヤと一緒にアメリカのルート66を自転車で爆走している最中、調子に乗って自分を「ジミーと呼んでくれ」と口走り、「何言ってんのよ」とツッコミを入れたお母さんに「ごめんよ、キャロライン」と謝った。
キャンペーンで1000万円超ボス電を当てる強運の持ち主であり、副賞 で行った豪華なバリ島旅行の帰国の夜はカップ麺で済ませる倹約家でもある。
2012年、警視庁の振り込め詐欺撲滅キャンペーンのポスターに「白戸次郎」として起用された。
北大路欣也と上戸彩は共演経験がある樋口可南子と若尾文子とともに、「BOSSコーヒー」のCMに出演している（#備考を参照）。北大路は、2013年3月の「No.1ストレートトーク」篇において、ソフトバンクのCMで初めてその姿を見せてはいるが、あくまで大物俳優の北大路欣也として出演しお父さん犬と共演している。CM制作エピソードにおいてお父さんの正体としては否定されている。同CMの樹木希林、前田敦子、樋口可南子の背景はお父さん犬のパネルだが、北大路欣也の背景は白うさぎのパネルとなっており、白戸家とは一線を画している。
カイくんとネネちゃんは、北海道犬の兄妹。主にカイが出演するが、カイは高所恐怖症のため高所や階段でのシーンはネネが代役を務める。また、ローマなど海外で撮影されたバージョンや大勢の人が集まるようなイベントの時はネネもしくは代役の犬が務めることがある。
2014年3月でカイが全仕事から引退したため、それ以降は息子のカイトが演じている。
2018年6月28日、初代「白戸次郎」役のカイが16歳で死んだことがソフトバンクから発表された。その発表によれば、現在「白戸次郎」役は息子のカイト・カイキが担当している。
2019年から上戸が出演しているTikTokのCMに”友情出演”の形で共演している。
声変わりしたお父さん
声 - クリス・ペプラー
お母さんに買い物を頼まれたアヤが即答で断るも、声変わりしたお父さんの声に「今日なんかカッコいい。買い物行くわ私。」と従順になるも、聞き続けていると「かっこよすぎで腹が立ってきた」と結局お母さん共々「元のお父さんがいいわね」と言われてしまう。
声変わりしたお父さん（風邪Ver.）
声 - ガッツ石松
風邪ひいて声変わりするも家族に訛ってると言われる。「訛っていない」と反論するも、アヤに「全然威厳がない」と言われてしまう。
白戸 次郎（学生時代）
演 - 染谷将太
将来の夢は「びっくりするような人になる。誰もなれないものになる。」と宣言し、ある意味夢を達成している。
正子の愛犬ペグが亡くなったのを慰め「君を悲しませるものは僕がなくしてやる。僕がその犬の代わりになる。」と言ったときや、教室で「びっくりするような人になる」と言ったとき、一瞬犬の姿になったが、実際に犬の姿になったのか、正子が幻影を見たのか定かでない。この話には続きがあると意味深な言葉を正子は発しているが、その後については語られていないため次郎が犬になったことは謎のままである。
正子のためにと歌を作るも正子には「なんかバカにされてる気がする」と心に響かなかった。現代において風呂場でその歌を歌った際には、アヤから「何？この変な歌…」と呆れられた上に、正子からは「近所迷惑！」と怒られてしまった。
「全然試験勉強しなかった」と言って本当に勉強しないで0点を取る生徒だった。

白戸CG郎
声 - 北大路欣也
CGで制作された、お父さんそっくりの白い犬。テレビで見たお父さんから「誰だお前は！」と言われた。特設 Webサイト ではCG郎と会話することができる。
白戸 正子（お母さん）
演 - 樋口可南子
白戸次郎の妻。普通の日本人。「お父さん回想する」篇で旧姓が樋口であることが判明した。
ネーミングの元ネタは白洲正子から。
ホワイト学割高等学校の校長でもあり（つまり夫の上司）、生徒を厳しくも温かく見守る。家では、温かいお母さんである。
ドラ焼きを食べ損ねて家にいる家族に携帯で電話をかけるなどおっちょこちょいな一面も。感情の起伏が激しく、意外に毒舌。夫の付き合いには厳しいが、アヤの男付き合いに対しては寛容。お父さんが入院中にドーベルマンと旅行して、嫉妬したお父さんに疑いを持たれてしまったこともある。
アヤと共にミニスカートを穿いたり、若い女子達に混じってGIGA200のオーディションに参加する等、時折年甲斐もない行動に出て、お父さんを呆れさせている。
お父さんが選挙に立候補した際に「白戸次郎『も』よろしくお願いします」と言ってしまったためお父さんから「『も』じゃないだろう」と叱られるが、持ち前の毒舌でそれを一蹴した。
義父がベトナムで掘ってきたサツマイモにロマンを感じている。
堺雅人演じるアヤの会社の上司はかつての教え子である。
樋口は、北大路欣也と若尾文子とともに「BOSSコーヒー」のCMに出演している（#備考を参照）。
樋口正子（少女時代）
演 - 広瀬すず（少女時代）
白戸次郎と同級生だった。このころ、愛犬ペグが死亡したショックで一時期不登校となる。
次郎の隣の席で何かと次郎に話しかける。次郎の視線を気にしたり、次郎が保健の先生にくらくらすると「いい加減ね」とすねたり、気になる存在。
「全然試験勉強しなかった」と言いつつ、しっかり勉強して100点を取る生徒だった。
古田 彩 旧姓：白戸（アヤ）（娘）
演 - 上戸彩
白戸次郎・正子の長女。家族間 ではカタカナの「アヤ」が愛称となっている。普通の日本人。ソフトバンクショップ店員。
初期エピソードでは彼氏・マサオ（演 - 田中幸太朗）がいるが、遠距離恋愛となった後の関係は不明。お父さんがべたべたするのを嫌がりながらも、内心は嬉しい様子。
自分が務める会社のCMを批判するなど毒舌な面もあるが、キャンペーンで忙しかった時に、夢の中でも仕事をして夢遊病のように両親の寝室に寝ながら侵入したことがあるほどの愛社精神も持ち合わせている。
他の用事で家族の一大イベントに参加しないことがある。読売新聞とのコラボの際はハワイ旅行で不在、BOSSとのコラボの際も、前作から引き続きローマに滞在していたのか不在であった。
2015年8月より放送の「西部劇」編ではサンバイザーにより顔が見えない。上戸の産休のための代役と思われる。
喋りすぎた白戸 彩（アヤ）
演 - 上戸彩
声 - 掛布雅之
喋り過ぎると声が掛布雅之になってしまう。外見はそのままだが、声を掛布本人が吹き替えているという白戸次郎や一皮剥けた白戸小次郎とは逆の例となっている。
白戸 小次郎（お兄さん）
演 - ダンテ・カーヴァー（現在）/不明（幼少期）
白戸次郎・正子の長男、アヤの兄。名前及び東京都在住は光の道Web限定CMで判明。
ある日突然黒人へと姿を変える。お母さんに一時「オバマに似てる」と言われる ものの、バナナで携帯をかけるマネをしたところ即座に却下 された。「スイマセン、お父さん」が口癖。しかし、お父さんをお風呂で洗ってあげるなど親孝行な一面も（そのあと湯をかけてお父さんは驚いていたが）。お父さんと行動を共にすることが多い。家族で鍋を食べている時に、おばあちゃんと新しいおじいちゃんの様子から「夫婦でフゥーフゥー」とダジャレを言っている。
くしゃみで肉団子を瞬間移動させる能力を駆使して、巨大隕石光の道を瞬間移動させ、地球の衛星軌道に乗せてそれをそのまま第二の衛星に変えてしまった。
もう一つの特殊能力として、ウルトラマンの言葉を理解できる。ただし肝心の翻訳能力が日常会話能力と比べて精度が低く、通訳内容はまるで英文和訳サイトのような怪しい日本語であったため、お父さんから「お前に通訳が要るな」と突っ込まれた。
一条滝に実在するカッパとはカッパ語で流暢に会話をしている。
ダンディなルックスの割に異性にはモテない。初期エピソードでガールフレンドに振られて以来、バレンタインデーのチョコはお父さんからの1個だけであった。
ダンテは、「白戸家」のCM開始以前から、「予想GUY」「自称・野口五郎」としてイメージキャラクターを務めていた。別人扱いではあるが、眼鏡を掛けたルックスや「予想外です」「聞いてませんでした」といった台詞など、基本イメージは引き継がれている。
一皮剥けた白戸 小次郎（一皮剥けたお兄さん）
演 - ボブ・サップ
ヘディングを外してしまいお父さんに「一皮剥けて来い!」と言われた際に野獣になってしまった。
この状態でもソフトバンクに関する説明はしている。
白戸 つよし（弟）
演 - 佐藤健
白戸次郎・正子の次男、アヤの弟。
お父さんにすらその存在を忘れられているほど影が薄く、存在感がない。
動きがビュンビュンと素早いため、お父さんに「おまえ今日からつよし5G（ファイブジー）だ」と命名されるも、「やだそんな名前」と気に食わないようだ。
タイ語を流暢に話す。
2017年以降の「新・白戸家誕生！編」で白戸家の家系図が出て来た際は、家系図に入れられていなかった。
白戸文子（おばあちゃん）
演 - 若尾文子（現在）/草刈麻有（少女時代）
白戸次郎の母、小次郎・アヤの祖母。お父さんの故郷、福井県福井市一乗谷に住んでいる。お父さんの実父である前夫とは既に死別しており、その墓は一乗谷にある。
息子よりも孫を大事にしており、お父さんが写真の真ん中に写ってアヤが見えなかったときは、わざわざ電話で叱りつけた。
お父さんの選挙にも協力をしていたが、マニフェストのことを「エベレスト」と言ってしまったり、お父さんの演説を「演説下手ね」とあっさり言い切ってしまう。
箱根旅行で彼氏（再婚相手）を紹介した時におばあちゃんが所持していたかんたん携帯の楽ともボタン（短縮ボタン）には1：彼氏、2：アヤ、3：次郎が登録されていた。
再婚相手の言葉を受けて、お父さんに老眼鏡をかけたことがある。
一乗滝で家政夫ジョーンズの正体を知ったお父さんが驚いていると、「私にも秘密がある」と着物の裾から何本もの触手を出し、そのまま後ずさりしながら去っていった（ただし本当のおばあちゃんかどうかは不明）。
若尾は、樋口可南子と北大路欣也とともに「BOSSコーヒー」のCMに出演している（#備考を参照）。
新しいおじいちゃん
演 - 松田翔太
白戸文子の再婚相手。劇中での名は不明。
おばあちゃんと携帯で話していたらつい話が弾んで再婚を決意。おばあちゃんとは“たったの”50歳の年の差で、孫になったお兄さんとアヤよりも若い。お父さんと対面した際には、「ジロ君、いい名前だ」と呼びかけるなど早くもおじいちゃんとしての風格を見せている。劇団員で「大変だが、夢のある仕事」と語るが、お父さんは「夢じゃ食えないよ」などと反論する。
その後、おばあちゃんに何も告げずに姿を消すが、お父さん達が帰省中の一乗谷に現れ、おばあちゃんからの「あなたどこ行ってたの?」の問いに「君の夢の中」と歯の浮く答えを返すが、お父さんからは「行けるもんなら行ってみろ!」と返された。（おばあちゃんは「まぁ！」と嬉しそうに頬を赤らめていた）
初登場時は普通の携帯を使っていたが、一乗谷へ現れた際にはやさしいスマートフォンに切り替えていた。
古田 新太（アヤの夫）（仮）
演 - 古田新太
白戸次郎・正子の長女アヤの夫だが、仮のお試し期間中。
すでに白戸家で一緒に住んでいるが、白戸家に婿入りしたのかアヤが嫁になったのかは不明である。離婚歴ありのバツイチ。
突然現れたアヤの結婚相手にお父さんはその見た目から長州力と勘違いするも、アヤの「面倒だからそうして」の一言で「長州です」と名乗ってしまい、お父さんの「結婚は仕事を見てから決める」の一言で長州としてリングに上がり、真壁刀義と対戦することに。得意技の"みんな家族チョップ"で真壁をカウント2まで追い込むが、最後は真壁のブレーンバスター、キングコング・ニードロップからのコブラツイストでギブアップ負けしている。
古田 涼真（リョウマ）
演 - 竹内涼真
アヤの夫（仮）である新太と前妻の息子で、白戸家で一緒に住んでいる。
歌が上手く、エヴァ（残酷な天使のテーゼ）を振り付きで熱唱する。
就活中で、履歴書には苗字はいいかと名前のみ記名する。好きな言葉はBelive Studentだが、スペルを間違えてBelive Stutentと書いて修正する。悪筆で「あぁ、字汚いな俺、最悪。これで落ちたりするのかな。」と自覚するもあまり気にしていない。
教師を目指してエントリー動画で得意のリフティングをするも、お父さんに邪魔される。
履歴書を見た教頭先生にディスられるも採用され、広瀬すずが在学する聖白戸学園の新任教師となる。新任の挨拶で「学割先生」というニックネームを付けられる。
古田 花（ハナ）
演 - 杉咲花
アヤの夫（仮）である新太と前妻の娘。白戸家で一緒に住んでいる。花のち晴れの役作りで、サンキュッパカットにした。
ギガ（ポメラニアン）
声 - 生駒里奈（当時乃木坂46）
雪の日にアヤに拾われ家族全員が夢中になり、家で飼うことが決まるもお父さんだけはその驚くべき本性を見抜くが、すっかりメロメロのアヤたちはお父さんの「その犬は怪しいぞ」という言葉に耳を貸さない。
当初、ギガの言葉はお父さんだけが理解していたが、「光クイズ」篇以降はアヤも普通にギガと会話をしている。
性格は傲慢で、自分が目立たないと気が済まないことから性格の悪さが垣間見える。注目を集めるために翼を生やしたモンスターに変身したりする。

#### 親族
島根のおじさま / シンジの父
演 - ケーリャ
文字通り島根に住む白戸家の親戚（アヤが彼を「おじさま」と、息子の真司が次郎を「おじさん」と呼んでいた）。シロイルカの姿である。アヤから相談を受け「『タダ友』のワ」のアイディアを授けるなど、白戸家からは深い信頼を寄せられている。
「インタビュー」篇において久々に登場。香川真司の映像を見せられて「許さん」、「たわけもの」と発言している。
「おじさんと再会」篇にてシンジ（真司）の父親であったことが判明した。同時に前述の発言に関して、シンジとの間に何らかの確執があることがうかがえる。
演じているケーリャは、しまね海洋館アクアスで飼育展示されていたシロイルカで2023年6月9日死去。
シンジ / 香川真司
演 - 香川真司
初出演の際はソフトバンクCM出演の記者会見映像の流用での出演。その際、白戸家に「シンジに会える」という連絡が来たが、島根のおじさまの台詞で、白戸家に近い立場の人物らしいことが仄めかされ、アヤは「シンジに会える」→「シンジ、会える」→「信じあえる」と雪降る漁港で熱唱するLTEを連想していた。それから後に「おじさんと再会」編で島根のおじさまの息子（即ち次郎、正子の甥にしてアヤの従兄弟）であることが判明する。
イギリスのマンチェスターにあるサッカーチームの選手。撮影時に着用しているユニフォームはアディダスの協力により作成された特注品であり、胸には「イルカに乗った少年」をイメージしたエンブレム、背には「IRUKA」の文字が入っている。
父親とはあまり上手くいっていない模様で、シンジも父親がシロイルカの姿であることを複雑に思っている。
次郎のことは「おじさん」と呼び慕い、一緒にサッカーに興じたり、白戸家にも遊びに訪れるなど、それなりに仲がいい。
従姉妹
演 - 桜庭ななみ
とある結婚式で白戸家の面々と久々に会うが、このあいだまで人間であったおじさん（次郎）が犬になっているのを見て戸惑う。
春から高校に入学するが、携帯はまだ持っていない。
おばさん
演 - 美保純
従姉妹の母。次郎の妹。
とある結婚式で白戸家の面々と久々に会う。犬になったお父さんを疑問視する発言をした娘をあわててたしなめる。
その後、お母さんと学生時代を懐かしむ発言をするが、お兄さんに「まだお若いですよ」と言われて気を良くしていた。
タラおじさん（タランティーノ）
演 - クエンティン・タランティーノ
白戸家の親戚である外国人。両親いずれの親族かは不明。お父さんとお兄さんの高知行きに便乗しようとしていたが、奥さんから電話で「早ク帰ッテコイ!!」と怒声を浴びせられ、あわてて帰っていった。
「タラちゃ〜んです」など謎のギャグをよく使う。
タランティーノは、かつてソフトバンクモバイルの前身であるデジタルホン（関西デジタルホン）のCMに出演していた。

### 桃太郎関連
「岡山」篇で登場。
桃太郎
演 - 不明
「岡山」篇で白戸次郎のイメージでのみ登場。二刀流で鬼と戦う。
サル、キジ
「岡山」篇で桃太郎が入っているであろう巨大な桃が流れるのを見守っていた。
おばあさん
演 - 市原悦子
「岡山」篇で巨大な桃を見つけるが、おじいさんからの電話で見逃してしまう。
鬼
「岡山」篇で鬼ヶ島に流れ着いた巨大な桃を割る。また、ソフトバンクホークスのCMでは、ホークスの選手と野球で対決していた。

### 宇宙人
ウルトラマン
原作：『ウルトラマン』
声 - 中曽根雅夫
なぜか一乗谷で郵便配達をしているが、人間態の早田進ではなく素のまま行動しているために3分間しか活動できない。そのため、カラータイマーが鳴ると（空を飛ばずに）自転車で急いで走り去る。
後にお父さんにULTRA Wi-Fiの説明をするが、やはり素のままなので地球の言葉が話せない ためにお兄さんが通訳する（が、翻訳精度が低く失敗）。
声は新録ではなく『ウルトラマン』本編で使われたものを流用している。なおスーツアクターについては公表されていない。
家政夫のジョーンズ
演 - トミー・リー・ジョーンズ／心の声 - 谷口節
サントリー缶コーヒーBOSSレインボーマウンテンのCM「宇宙人ジョーンズの地球調査シリーズ」からの客演。
ロケットで宇宙に行ったお父さんが遭遇した宇宙飛行士。その直後に隕石と激突してどこかへ飛ばされるが、お父さんの「あいつとはまた会いそうな気がする」と言う予感通り、白戸家に突如家政夫としてやって来る。それを見たお父さんが「確か宇宙で…」と言いかけるや、目からの怪光線で言葉を遮った。
地球調査シリーズでのお約束である心の声はなぜかお父さんには聞こえており、「ブツブツ言うな!」と怒られて最後まで言えなかったことがある。
お父さんの故郷「一乗谷」への旅行に帯同した際、一乗滝の前でお父さんに故郷を聞かれると、タコ型火星人のような姿を見せながら忽然と消えた。
その後、俗世間に疲れて山に篭もる。探しに来たお父さんが「今までの給料払わんぞ!」と脅しつつ帰るよう説得すると、側で突っ込みを入れた猫ひろしを本物の猫に変えてしまう。それを見たお父さんが「俺を人間に戻せるか」と一度は口にしつつも「いや、何でもないんだ」と言葉を濁す内に、「ただ、この惑星の白戸家はもう充分だ」と心の声を残し何処かに去っていった。
ジョーンズがどこかに去った後、お父さんはジョーンズの正体が分かるという触れ込みで「宇宙人ジョーンズの地球調査シリーズ」の総集編DVDを視聴したが、「結局正体分からんじゃないか！」と突っ込んだ。
その他、過去の「地球調査シリーズ」では見られなかったさまざまな特殊能力を披露している。
- 「バリバリ」という声と共に指先から“プラチナバンド”アンテナを飛び出させ、ケータイの繋がりを向上させる。その際、誤ってスギちゃんのGジャンの袖を繋げてしまうが、再び手をかざすと今度は袖が取れ、腕がプラチナ色のプラチナスギちゃんにしてしまう。
- バリ島旅行でお兄さんを捕食しようとした巨大イカを怪光線で縮小し、お父さんから感心される。

宇宙人ガッツ / 山本三郎
演 - ガッツ石松
ガッツ石松先生としてホワイト学割高等学校の教員をしたり、山本三郎として定食屋の主人をしたりしている。
教員時の担当科目は英語。「タダと無料どっちが安い？」などの意味不明な質問で生徒を惑わせる。
ガッツは、アニマル浜口・内藤大助と共にプリモバイルのCM（「商店街」篇。CMソングには、『わたしの彼は左きき』の替え歌が使用されている。）に出演している。ガッツは白戸家シリーズとは別に「宇宙人ジョーンズの地球調査シリーズ」へ出演しており、その際の「地球調査を行う宇宙人」という設定が後のBOSSとのコラボの際に反映され、双方でのキャラクターが統合されている。そのためOA時点での劇中では明言されなかったが、後に公式サイトやツィッター上で宇宙人と明かされる形となった。ガッツは、『ウルトラマン80』第32話でも山本三郎（本CMでの定食屋の主人としての名前同じ役名）役で出演している。
宇宙人おじいさん
演 - 大滝秀治
秘書と配下の代議士を通じて、お父さんの政界入りを画策する大物政治家。
出馬報告のために一乗谷へやって来た一家の前に農夫姿で現れ、風に飛ばされたお父さんの麦藁帽子を見事に（頭で）キャッチする。
見事お父さんは当選を果たすが犬は議員になれないとその当選は無効となってしまう。それでも「ただともの国」が始まったと高笑いする。
大滝は白戸家シリーズとは別に「宇宙人ジョーンズの地球調査シリーズ」へ出演しており、その際の「地球調査を行う宇宙人」という設定が後のBOSSとのコラボの際に反映され、双方でのキャラクターが統合されている。そのためOA時点での劇中では明言されなかったが、後に公式サイトやツィッター上で宇宙人と明かされる形となった。

### ホワイト学割高等学校関係者
2008年の初登場時はお父さんが教員（3年犬組の担任）、お母さんが校長を務める学校。2011年の2度目の登場時にはお父さんとお兄さんが授業を受けている。また、制服は登場の度に変更されている。
工藤 元
演 - 谷原章介
テニス部コーチ。いちいち「ホワイト学割は三年間無料」を会話にねじ込むため、お父さんや部員に呆れられている。
谷原は『ゴジラ×メガギラス G消滅作戦』と『ゴジラ×メカゴジラ』でも同名のキャラクター（工藤元役）を演じている。
石川 澪
演 - 大後寿々花
テニス部の部員。
松木 安太郎先生
演 - 松木安太郎
体育担当。ガッツ石松先生とともに英語を教えながら体育を教えるという授業を行う。
加藤 清史郎先生
演 - 加藤清史郎
理科担当。こども先生で、下手な大人（ガッツ石松先生、松木安太郎先生）に習うよりよっぽどマシと言われるなど評価は高い。結構毒舌である。
「持ち上げといて、落とされる。持ち上げられるほど落差が大きい。信じられるのは、家族だけ」という「ちやほやの法則」を説明。
前田 敦子先生
演 - 前田敦子
お父さんが教師の頃の教え子 で、お父さんの「ガールズ・ビー・アンビシャス!」の一言がきっかけで、教師となる。
キンタロー。のものまね代名詞である「フライングゲット」をセルフパロディーするお茶目な面もある。

#### 3年犬組
学級担任は白戸次郎（お父さん）。ソフトバンクのチラシなどに、名前や設定が紹介されている。制服は男女共にブレザー。
清水 美穂
演 - 谷村美月
生徒。
谷村はソフトバンクがスポンサーをしていた『ケータイ捜査官7』でも、同名のキャラクター（清水美穂役）を演じている。
結城 亮
演 - 柄本時生
生徒。後にアヤのいるソフトバンクショップにやってくる。
柄本時生の父の柄本明と兄の柄本佑が、この出演以前にホワイトプラン宣伝のCMに出演している。

#### 3年0組
お父さんとお兄さんが授業を受けているクラス。本人役出演のため、以下演者名は省略。校舎は城（熊本城）で教室は城内（加藤清史郎先生は青空教室での授業参観）。制服は男子は黒の詰襟学生服、女子は黒のセーラー服。
杉村太蔵
3年0組の生徒。ガッツ先生の意味不明な授業に感動したため、他の生徒からは心配されマツコには「もう少し考えて生きな」と言われる。
マツコ・デラックス
3年0組の生徒。小次郎の左隣に座る。どこかおかしい周囲の教師や生徒達の言動によくツッコミを入れている。
武井咲
3年0組の生徒。お父さんの右隣に座る。他の生徒や教師に比べて常識人だがその分、彼らの言動に振り回されがち。

#### 前田敦子赴任クラス
2013年においてCM出演している。クラスや役の詳細は不詳。制服は男子は水色の詰襟学生服、女子は水色のセーラー服。
小芝風花
生徒。白戸家が学校から離れるときは樹木希林とともに不思議な力で引き戻そうとしていた。
樹木希林
生徒（70歳の白髪の女子高生）。お父さんと前田敦子先生の出会いを茶化したゴールデンボンバーの面々に対し指を鳴らし、一瞬で教室から校庭へ瞬間移動させたことから、白戸次郎には「魔女」と呼ばれた。プラチナバンドのCMにも単独で出演している。
ゴールデンボンバー（鬼龍院翔・喜矢武豊・歌広場淳・樽美酒研二）
生徒。「女々しくて」の一部を替え歌で踊っている。

### 白戸次郎の学生時代のクラス
2015年においてCM出演している。お父さん、お母さん学生時代のクラス。制服は男子は黒色の詰襟学生服、女子は黒色のセーラー服。為末大と秋元康が各教科を教えている。お母さんの持っていた卒業アルバムの校章は白色（ホワイト）の学割の文字に、金色の高の文字を重ねたもの。
- 白戸 次郎
- 樋口 正子

為末 大先生
演 - 為末大
お父さん、お母さんが学生時代の歴史の先生。
秋元 康先生
演 - 秋元康
お父さん、お母さんが学生時代の担任の先生で、反抗するお父さんに「会社の犬になるなよ！そういう奴ほどワンワン言ってるんじゃないか。」と生徒の未来を予言してしまう鋭い先生。
保健の先生
演 - 上戸彩
アヤに瓜二つ。学生時代のお父さんは先生のうなじを見てくらくらしている。
斎藤さん
演 - 山口いづみ
「同級生篇」（2008年）で登場。お父さんの同窓生。犬になったお父さんに対し「目は全然変わってない」と言った。お父さんが学生時代に片思いしていたらしい。なお、学生時代の写真も当時の山口いづみのものを使用している。
お父さんの旧友
演 - 志賀廣太郎
「同級生篇」（2008年）で登場したお父さんの同窓生。外科医。学生時代には考えられなかった、「ただ友」同志で好きなだけ電話で話せる今の世の中を、他の同窓生共々絶賛した。

### 聖白戸学園
未来を感じさせる部活に励むスーパー高校生が就学する高校。制服はコバルトブルーのブレザーにストライプの赤いネクタイ、女子はチェック柄のスカート、男子はベージュのズボン。留学してきたジャスティン・ビーバーはコバルトブルーの詰襟の学生服を着用している。ホワイト学割高等学校との関わりは不明。
2018年では、リョウマが新任教師として採用され学割先生と呼ばれる。
教頭先生
演 - 生瀬勝久
リョウマを教師として採用するが、リョウマの発言にいい感情を持っていない。
同僚先生
演 - 野間口徹
リョウマの新任の挨拶をヤジる。
同僚先生
演 - 壇蜜
リョウマに「色々教えてあげましょうか」と意味深に話しかける。
ピコ太郎
英語教師。世界的有名人となるきっかけとなった恩人であるジャスティン・ビーバーと初対面。
なお、ピコ太郎は同時期にソフトバンク系列のY!mobileのCMにも出演している。
広瀬すず
デジタルやグローバルも当たり前となった学校生活を紹介している。
Youtube限定配信において速度制限がイヤな方向けに腹話術でギガモンスターというプランの説明をしている。
2018年では、学割先生の新任の挨拶をお父さんと一緒に覗く。
2017年ではグローバルな学校でスマホ当たり前であったが、2018年にはスマホ使用を教頭先生に窘められ学割先生にかばってもらうと学風が一変している。
すずのパパはソフトバンクの社員である堺雅人（アヤの会社の上司）であり、一緒に住んでいるが苗字が異なることは不明。
大原櫻子
すずの同級生。2人でシンクロするほど仲がいい。
Youtube限定配信において速度制限がイヤな方向けに腹話術でギガモンスターというプランの説明をしている。
ジャスティン・ビーバー
テレビ電話にてすずと交信する。留学生として来日。
なお、ジャスティンビーバーは同時期のスーパーボウル内でのアメリカ合衆国国内向けのT-モバイルのCMにも出演していた。
志尊淳
要領よく生きていけないと悩んでいる志尊に学割先生がサッカーのパス練習をしながら「容量でかい人になれ」と励まし、吹っ切れた志尊は見事なヘディングシュートを決める。
志尊の彼女
演 - 札内萌花
superfridayの学生なら×2で一緒に牛丼やアイスクリームを食べる仲。
志尊の母親
演 - 高嶋ちさ子
リョウマを不安視し、アヤら白戸家一同に反論される。

### 本人役
正確には本人と同名の役での出演（以下、演者名の別記は省略）であり、普段の本人ではありえない行動もする。「3年0組」登場以降のホワイト学割高等学校関係者の項も参照。
さだまさし
テレビの中の歌手。「私は犬になりたい¥490」を絶賛される。
ラモス瑠偉
サッカーチームの監督。
香取慎吾（当時SMAP）
サッカーチームの選手。SMAPとしての仕事を休んでサッカーの試合に出ていたが、ラモスによってお父さんに交代させられた。
香取は、SMAPとしてもソフトバンクのCMに出演していた。SMAPが白戸家のキャラクターに扮装するCMなどは存在するものの、「白戸家」「SMAP」両シリーズの直接共演はこれが唯一となっている。なお、SMAPは本CMでコラボした「宇宙人ジョーンズの地球調査シリーズ」でも本人役で出演している。
宮川俊二
ニュースキャスター。選挙開票速報や、隕石「光の道」接近を伝える。
宮川は本CMでコラボした「宇宙人ジョーンズの地球調査シリーズ」でも、本人役で出演している。
中山律子
ボウリング場に偶然いた。登場シーンでは、かつて出演していた花王の「フェザーシャンプー」のCMソングが数秒間だけ挿入された。
弘中惇一郎
隕石「光の道」への対策案を国民へ発表したりする。
あみん（岡村孝子・加藤晴子）
テレビの中の女性デュオ。「待つわ」を歌唱するが、父に「いつまでも待てるか!」と突っ込まれる。『コッキーポップ』出演時の映像を使用。
ガチャピン
厳密には“本人”ではないが、『Beポンキッキ』において、お兄さんの中の人と共にヒマラヤ山脈を登頂した縁で、フジテレビ系列の特定時間帯限定での出演。
古川聡
JAXAのセンターを通じ、アヤ・お父さん・お兄さんのインタビューを宇宙空間で受ける。お父さんに「私も宇宙に行けますか?」と質問されると、「初めて宇宙に行ったのは犬ですから」 と返すが、「一応人間」との返事に「予想外です!」と驚いた。収録は実際に国際宇宙ステーション（ISS）・「きぼう」日本実験棟で行われ、日本のCM史上初のJAXA宇宙飛行士が宇宙空間から出演している作品となった。
ジューシーズ（赤羽健一・松橋周太呂）
お母さんとお兄さんが見ていたテレビの中の芸人。本来はトリオであるがライブDVDの映像を流用したために、たまたま当該シーンに登場していなかった児玉智洋だけが出演を逃がす形となった。
くろさわ博
鳥取タダと男女デュオ「ヒロシ&タダ」を結成する演歌歌手。以前のコンビ「ヒロシ&キーボー」の持ち歌であるデュエット曲「3年目の浮気」の替え歌「3年タダの学割」でCDデビュー しテレビ番組で熱唱。家族でテレビ鑑賞していたお父さんから「ところで誰なんだこいつ!?」と言われてしまう。
スギちゃん
お兄さんとのツーリングでルート66を疾走するライダーとして登場するも、後ろから来たお父さん達に追い抜かれ、お父さん達の乗り物の正体に気付いた時に「自転車だったぜ〜」と驚愕している。
電波感度の悪さを抗議しにソフトバンクショップに現れた際は、ジョーンズにより“プラチナバンド”ならぬ“プラチナハンド”にされてしまう。
2013 Summer新商品発表会において、ゴールデンボンバーの新メンバーを宣言し、ゴールデンボンバーの命名により“繋我利スギ“転じて“つながりスギちゃん“となる。孫社長より「改名したらCMドカーン」と言われ、「兄食べる」篇のアンサーCM「つながりスギちゃん NO1.ワイルドSHOW!」をWEB限定配信する。
スギちゃんは、本CMでコラボした「宇宙人ジョーンズの地球調査シリーズ」でも本人役で出演している。
猫ひろし
俗世間に疲れた家政夫ジョーンズと一緒に山に篭っていたが、ジョーンズを探しに来たお父さんの説得に突っ込みを入れた直後、謎の能力で本物の猫に変えられてしまい、そのままどこかへ逃亡していった。
Every Little Thing（持田香織・伊藤一朗）
SoftBank 4G LTEの広報担当となったアヤがお父さんの提案を受けて、宣伝協力を依頼し実行してくれた音楽ユニット。「ELT(Every Little Thing)からLTE(Little Thing Every)への改名」や「LTEが通じる地域での全国ツアー」などの無茶振りを、ELTの名に誇りを持っていることや人が意外といる地域への懸念から一度は断るものの、落胆して帰宅したアヤがTVを観るとしっかり実行していてくれる良い人達。
「ELT改めLTE」としての活動してくれたおかげでLTEは全国に知れ渡ったが、とある雪降る漁港 からスタートし青森、小樽、鹿児島で開催されたツアー中、ELTの名に誇りのある持田が戻れなくなる不安から「いい加減LTEからELTに戻ろう」と切り出す。一方の伊藤は、親戚での評判の良さから戻ることを躊躇している。見かねたアヤやお父さんから「断ってもいいんですよ」と恐縮されている。なかなか結論が出ないままその後もツアーは継続され、沖縄、高知、札幌、鳥取（はわい温泉）にて開催された。
香川真司
#親族を参照

増田恵子
白戸家の新しいご近所さんとして登場、巨大コンドルに乗って飛んできた白戸家を初めは「UFO」と思ったらしい。白戸家にテレビタレントとバレるが、お父さんに「ピンクの電話」 と間違われる。
野々村家（野々村真・野々村俊恵・野々村香音）
お金が必要なため野々村真はニセふなっしーとなって商店街で営業を行うが、本物のふなっしーに見つかり追い掛け回されることになるも最後は謝罪和解し、二人でふなっしージャンプをした。
ふなっしー
ニセふなっしーを暴き出し、商店街の行き止まりで追い詰めるも、ニセふなっしーこと野々村の謝罪を受け入れ和解する。
指原莉乃（当時HKT48）
お父さんと堺さんが白戸家の故郷にある一乗滝へ行くと、2014年度の「AKB48 37thシングル 選抜総選挙」では速報では37582票で1位だったが2位となり、史上初の連覇できなかった時の公約に掲げていた「滝行」を白装束で果たしていた。（ロケ地は福井県福井市で、第6回の1位は渡辺麻友であった。）
真木よう子
彼（賢治）に振られた真木をがま口財布に入ったお父さんが励ます。お父さんソフトバンクカードを持っているが実は猫好き。
琴奨菊
声 - 生駒里奈（当時乃木坂46）
白戸家が自宅で相撲中継を見るも、琴奨菊関の声が白戸家のペットギガの声で琴奨ギガとなる。姿と声のギャップにアヤたちはかわいいを連発する。
EXILE TRIBE
ライブ開始直前にもかかわらずスポナビライブで野球やサッカー中継をChoo Choo TRAINをしながら鑑賞する。
ダンス中に見た目が似ているお兄さんと関口メンディーが入れ替わる。
また別のパターンのCMでは、三代目 J Soul Brothersのライブにやってきたお父さんとお兄さん2人が、スポナビライブに夢中で舞台に出て来ない三代目のメンバーに代わり、兄さんスタイルで2人が舞台でダンスを披露する。
ゴジラ
2016年公開の映画『シン・ゴジラ』に登場するゴジラ。「いい買物の日のポッキー」を配ろうとする堺らのソフトバンクショップに向かって進撃し、一般大衆やお父さんらが逃げ惑うも堺らが逃げないために自衛隊が攻撃できない中、ショップの上空に尻尾を振るって堺らを吹き飛ばす。
また別のパターンのCMでは、堺が古館伊知郎にゴジラを実況させる内容のCMを制作する。
映画の本編映像やBGMが用いられているうえ、堺らを吹き飛ばすゴジラの尻尾の映像は映画のCGチームによって新規に制作されている。
デヴィ夫人
女優デビュー、海外デビュー、社交界デビューを果たしたが頑なにケータイ電話を使用する夫人に対して、堺さんがスマホデビューを勧めようとして思わず「デビュー婦人」と呼んでしまう。それを見ていたお父さんも思わずデビュー婦人と声をかけるも、デヴィ夫人に睨まれ即座に謝ってしまう。
西岡德馬
お父さんがボウリングでパーフェクト直前のラスト1球の時、隣のレーンでプレイをしていた西岡さんだが、ボールが手から離れず体ごとピンに当たりスペアとなる。それを見たお父さんが投球ミスで1ピンしか倒れなかったがソフトバンクユーザーのため10倍となりパーフェクト達成となる。それを見た西岡さんは「ソフトバンクだけずるいぞ!!」と訴える。

#### 福岡ソフトバンクホークスのみなさん
福岡ソフトバンクホークスの前売りチケットのCMなどにもカイくんが出演している。2011年シーズンには、選手とカイくんがラッピングされた九州新幹線（800系U004編成を使用）が運行された。
王貞治
ホークスの球団会長。お父さんの一本足打法を褒める。
選手たち
松中信彦・杉内俊哉・馬原孝浩・本多雄一が出演。

### 偽戸家
ネーミングは「偽物の白戸家」と「似せとけ」を掛けたシャレ。
犬
偽戸家で飼われている白いフレンチ・ブルドッグ。ごく普通の犬で、白戸家のお父さんのように喋ることはできない。
母さん
演 - あき竹城
犬を必死に調教するお兄さんを茶化すように、毎日笑っている。
娘
演 - 渡辺直美
アヤに憧れて「ホワイト家族24」の商品説明を練習している。
お兄ちゃん
演 - ボビー・オロゴン
白戸家のお父さんのような人気者にするべく、愛犬が喋れるように必死に調教している。
おばあちゃん
演 - 朝丘雪路
人の言葉を喋る白戸家のお父さんにとても驚いている。

### ソフトバンクの社員
- 白戸 彩

お詫びするショップ店員
演 - 秋月三佳
電波の繋がりの悪さに憤慨するスギちゃんの応対をするソフトバンクショップの女性店員。
堺 雅人（アヤの会社の上司）
演 - 堺雅人
アヤの会社の上司で白戸正子のかつての教え子。
学生時代から社会人に至るまで「明日からみんなランドセルだ」と他者にランドセルを強要する変わり者。
ゴルフは「第32回 全日本電信協会 ゴルフコンペ」で優勝する腕前であり、お父さんがキャディを務める。以降、なぜかお父さんと旅をしている。
父親は昭和のエネルギー王と言われる実業家で、父からは「一族のはみ出し者め」と蔑視されている。
CM番外スマホのつながりやすさNo.1（企業シリーズ）では主役を務めている。
堺の部下
演 - 斎藤工
所属はソフトバンク電波改善本部。
バーで堺の倍速ダブルLTEの説明に対して「倍の倍で"バイバイ"ですね」と真顔で答え、堺に「あまり面白くないな」と一蹴される。
吉田 鋼太郎（アヤの会社の上司）
演 - 吉田鋼太郎
アヤの会社の上司で白戸家にソフトバンク光の宣伝をしにアヤと一緒に訪問する。
仕事でアヤと一緒に島根県の出雲大社に行き、お父さんと一緒に旅している堺さんとばったり会う。
ただ、堺とは面識がないようで「こんなおっさんと結ばれたのか」とおっさん呼ばわりされる。
小日向 文世（アヤの会社の上司）
演 - 小日向文世
アヤのプレゼントキャンペーンのたとえ話で悪役にされて突っ込みを入れる。
スマネの王国
「ヒカリとスマホ、セットでお得」とメッセージを送るが、お父さんに「つまらん広告は宇宙の迷惑だ」の一言で木端微塵に。銀河戦争のきっかけとなる。
悪代官
白戸家の米（コシ光）を全て取り立てる。犬に対する慈悲も「当の昔に捨てたわ」と切り捨てる。
西部開拓
樽に閉じ込めたお父さんを剣で刺す「じゃべる危機一髪」の説明だが、お母さん「解説が怖すぎるわ」とひかれる。
シェリフの白戸家と真昼の決闘をするも、なぜか指鉄砲でバンバン言うだけ、お父さんは撃たれて死んだふりする。

### 政治家関連
大物政治家の秘書（白戸陣営の選挙参謀）
演 - 木村多江
大物政治家の入れ知恵で兵藤と一緒に白戸家を訪れ、お父さんに選挙に出馬するよう説得する。最後は泣き落としを決め手に出馬を決意させた。また、おばあちゃんがマニフェストを「エベレスト」と間違えるたびにお母さんが訂正していたのに疲れたのか、「もう、エベレストでいいです」と言った。
兵藤 孝夫
演 - 上田耕一
大物政治家配下の代議士。
対立候補
演 - 有吉弘行
選挙でお父さんに敗れ落選するも、その後お父さんに「犬は議員になれない」との判断が下され当選無効とされたため、結果は繰り上がり当選となった。

### 白戸家の周りの人々
多田友 正夫 (マサオ)
演 - 田中幸太朗
アヤの彼氏。お母さん曰く「彼しか見えていない」アヤの間違いにつられて、ただの白い犬をお父さんと勘違いして挨拶しようとするなど少々おっちょこちょいだが、お母さんには気に入られている。
野口 春香 (ハルカ)
演 - 原史奈
お兄さんの元彼女。お兄さんに「僕と24時間通話無料になってください」とプロポーズされたが、「ただ（の）友（達）でいましょ」と断った。
多田友 晴夏 (アヤの親友)
演 - 木南晴夏
遠距離恋愛中のアヤとマサオの仲をとても心配し、会うことを勧める。
渡辺 香織（実は松坂慶子）
演 - 松坂慶子
お父さんの行きつけのバーのママ。久しぶりに来店したお父さんに「少し太った」と指摘し、以前撮影した痩せていた時のお父さんの画像を携帯に写メで送った。
実は松坂慶子本人であり、キープのボトルラベルには「愛の水中花」のレコードジャケットが貼ってある。
現在の体型を気にしており、「昔に戻れるかしら」とお父さんと一緒にエアロビでシェイプアップする。
渡辺 香織の娘
演 - 橋本環奈（当時Rev. from DVL）
娘と次郎を見比べた母親が「なんだか似ているわね」、「もしかすると、あの日パリで」 の一言に、次郎は「身に覚えがありません！」と否定するも、娘は次郎をパパと思い込んでしまう。
ただ真相は明らかにされていない。
演じる橋本は、2014年8月からU-NEXTのSIMカード製品「U-mobile」のイメージキャラクターに就任している。U-NEXT側からソフトバンク側に非競合確認を取り、両者間で合意しているとのこと。
アヤをナンパする男
演 - 及川光博
とある結婚式の二次会で見かけたアヤに目を付けてナンパを仕掛けようとする男。お父さんに一蹴されて逃げていく。
小料理屋の女将
演 - 松田聖子
博多弁で喋る女性。お父さんの博多弁の先生となった。
龍馬かぶれ
演 - 武田鉄矢
お父さんとお兄さんが高知で出会った坂本龍馬に扮した人。聞かれてもいないのに龍馬の台詞 を長々と話し、お父さん達をうんざりさせる。
白戸家（お兄さん以外）がローマを訪れた際にも現れる（アヤ曰く「龍馬の休日」）。その後、お兄さん宛のビデオレターでイタリア語の挨拶をするが、お父さんから「うるさい!」と一喝される。
四谷の小料理屋の女将
演 - 室井佑月
店を訪れたAyuを一度は追い返そうとするも、その歌を聴いて涙する。
流しのAyu
演 - 浜崎あゆみ
四谷の小料理屋で、ヴィブラスラップを片手に“噂話もすべてただ、別れ話もすべてただ、ただただただとも、涙雨”と熱唱。
浜崎は、過去にツーカー（現：au）のCMにも出演していた。今回の出演はTwitterでSBM社長・孫正義へCM出演を直訴し実現した。
流しのギター弾き
演 - 宮史郎
Ayuの相方。便乗して自らも歌おうとするが、お父さんから痛烈なダメ出しを食らう。
博士
演 - 本田博太郎
隕石「光の道」への対策案を考える。CMではA案しか明かされず、そのままA案が実行された（B案はお兄さんのクシャミ）が、「博士、光の道対策に、A案・B案を!」と要求されているため、博士のB案も別に存在していたと思われる。
屋台の小林
演 - 小林旭（現在）/不明（青年時代）
とある港の側で営業するラーメン屋台の主人。自ら「不器用ですから」と語るように、湯切りや盛り付けがプロとは思えないほどに下手であったり、鍋のお湯に手を突っ込んで熱がっていたりする。
「屋台の小林」篇では拠点を一乗谷へ移す。この時にかつて白戸家の使用人であり、おばあちゃんの想い人でもあったことが判明し、新しいおじいちゃんと激しく火花を散らす。
おばあちゃんとの歳の釣り合いが取れているからか、お父さんからは新しいおじいちゃんと異なりさほど嫌われてはいない様子。
鳥取（とりんどる）タダ
演 - トリンドル玲奈
「留学生のタダ」としてハワイ からホームステイのために白戸家へやって来た。若者言葉を多用し、都度お母さんに翻訳されている。
お父さんにチューをしたり、一緒にサイクリングに出かけるなど様々なアプローチを仕掛けており、そのためお母さんからは「タダ者じゃないわね」と警戒されているが、本人はあっけらかんと「タダですけど」と切り返す。
くろさわ博と「ヒロシ&タダ」の男女デュオを結成。彼のヒット曲「3年目の浮気」の替え歌「3年タダの学割」でCDデビューし、テレビ出演も果たしているがヒットしたかは不明。
ローマかぶれ
演 - 不明
ローマ旅行中のアヤに、「お風呂に入りませんか？」 と呼びかけた、古代ローマ人そのままの恰好をした男性。これを見て「ローマ人だ」と言うお父さんに対し、アヤは「ローマかぶれね」と返す。お父さんはかつて高知で出会った龍馬かぶれを思い出して「どの国にもいるな」と呆れていた。
お向いのお婆さん／お婆さんの息子
演 - 笑福亭鶴瓶（二役）
白戸家のお向いに住んでいる話し好きのお婆さん。息子からプレゼントされた安心ファミリーケータイ204HWが気に入り、白戸家を見かける毎に家に招待して息子自慢をするが、頻繁に送られるメールに息子は辟易している。
その息子は実は家電量販店の「スルガデンキ」の社長である。
病院の医師
演 - 風間杜夫
渡辺香織の娘の父親が本当に次郎であるか、DNA鑑定の依頼を受けた医師。だが、次郎の内臓脂肪が付きすぎていることを指摘し、結果を曖昧にした。
一乗滝のカッパ
演 - ポアイ菅沼
一乗滝に住むカッパ。お兄さんと意気投合しカッパ語で会話する。
なぞの似顔絵屋
演 - リリー・フランキー
一乗谷の夜店でやきそばやを出店。「焼きそばは人生ですよね」と人生を語る。
俺の味として自分の汗を混ぜているが味はまずい。画力は幼稚園児並。
ソフトバンク光飯店 店主
演 - 田中泯
山口県光市で中華飯店「ソフトバンク 光飯店」を経営。調理時間は光のように超早い。
ソフトバンクショップに来た家族
演 - ダチョウ倶楽部
お母さん（肥後克広）、お父さん（寺門ジモン）、子供（上島竜兵）。
スマネ（スマート値引き）のネットと熱湯を聞き間違えて、持参の熱湯風呂に入るボケをする子供。「押すなよ」のお約束に対して誰も押してくれなくて「押してよ〜」とホンネを行ってしまう。特別篇では肥後（克子ママ）とジモンに押されて熱湯に入っている。
学生
演 - 中川大志
白戸家のペットギガ（ポメラニアン）の正体を見抜くも次郎同様、誰も相手にしてくれない。
その後も次郎と共にギガの行動を追うが、中々その尻尾を掴めずにいる。
GIGA200
演 - 乃木坂46（生駒里奈・白石麻衣・西野七瀬・橋本奈々未・生田絵梨花・齋藤飛鳥・秋元真夏・高山一実・若月佑美・松村沙友理・伊藤万理華・深川麻衣・星野みなみ・衛藤美彩）
「GIGA200オーディション」で結成された謎のアイドルグループGIGA200。デビュー曲は「200BGあげちゃう！」
タクシー運転手
演 - 松重豊
ほぼ松重豊の運転手が渋谷まで行こうとするが、ほぼどこだかわからないところに行ってしまう。

#### 滝行
指原莉乃 - 第6回総選挙で2位となり、公約通り滝行に参加した。(優勝は渡辺麻友)

#### クイズ番組
司会者
演 - 高橋克実
高橋は本CM出演前の2013年にNTTドコモの「ドコモ田家」のCMに出演していた。
解答者
演 - ガッツ石松、ダレノガレ明美、LiLiCo
同じ組み合わせで3度戦っている。
1度目は10時間の長い戦いで、ガッツが130点、ダレノガレが70点、LiLiCoが80点で、ガッツが優勝し、ダレノガレとLiLiCoの顔に炭酸ガスがかかるも、ダレノガレがソフトバンクユーザーをアピールすると点数が10倍の700点となり大逆転優勝し、今度はガッツとLiLiCoの顔にガスがかかった直後、ガッツが「その答えどこにある!?」と言った。
2度目は3人とも70点で並ぶも、ダレノガレがソフトバンクユーザーをアピールすると点数が700点となり逆転優勝する。
3度目は3人とも70点で並び、ダレノガレがソフトバンクユーザーをアピールすると、リリコ、ガッツもソフトバンクユーザーとなったことを宣言。全員の点数が700点となり決着はつかなかった。

#### 体操選手権
監督
演 - 高橋克実
選手
演 - 金子陽祐
審査員
演 - LiLiCo
金子が鉄棒で最後の着地に失敗し、点数は13.452と伸びなかったが、高橋監督がソフトバンクユーザーをアピールすると、通訳のLiLiCoは「どうします？」と言い、点数が10倍の134.520となり大逆転優勝となる。

#### ボウリング大会
プロボウラー
演 - 西岡德馬
店員
演 - LiLiCo
西岡が頭でピンを倒した。その後、父が291ピンで終わった。アヤがソフトバンクです。とアピールすると、10倍は10本なので300ピンでパーフェクト達成した。

#### ブティック
店員
演 - バービー（フォーリンラブ）
なんにでも「ほぼ」を付けてお勧めしてしまう。
店長
演 - 山崎弘也（アンタッチャブル）
店員のバービー同様「ほぼ」を付けてお勧めしてしまう。

### MOON RIBAR
2015年10月に始まったソフトバンクの新CMシリーズ。キャッチフレーズは、「スマホたのしいソフトバンク」。登場するのは、セーラームーン、ケンシロウ、アトムなど往年の人気アニメーションの主人公たちと、お父さん。
都会の雑居ビルの屋上で、人知れず営業している一軒のダイニングバー「MOON RIBAR」。美しいママのところに少し変わった人が通う店。ママは元セーラームーンで、バーにはスマホの三日月のボタンを押すことによりエレベーターで屋上へ行くことができる。
元美少女戦士セーラームーン
原作：『セーラームーン』
演 - 小泉今日子
秘密のダイニングバー「MOON RIBAR」のママ。
ムーンステックは自撮り棒となるが必要以上に伸びる。
元ちびまる子ちゃん
原作:『ちびまる子ちゃん』
演 - 広瀬すず
上京して秘密のダイニングバー「MOON RIBAR」やクリスマスケーキの売り子などのアルバイトをしている。
「MOON RIBAR」お勧め料理で三日月の形をしたオムーンライスはまる子が考案。
今は恋愛に興味はなくアルバイトのほうが楽しいらしい。
元鉄腕アトム
原作:『鉄腕アトム』
演 - 堺雅人
秘密のダイニングバー「MOON RIBAR」の客。
元御坊茶魔
原作:『おぼっちゃまくん』
演 - 満島真之介
秘密のダイニングバー「MOON RIBAR」の常連客。
かつてはお金持ちだったが、今は売れない動画クリエーター。
元矢吹丈
原作:『あしたのジョー』
演 - 又吉直樹（ピース）
秘密のダイニングバー「MOON RIBAR」の常連客。
作家で「花火」を執筆中。
元ゴルゴ13
原作:『ゴルゴ13』
演 - 小日向文世
秘密のダイニングバー「MOON RIBAR」の常連客。
現職の総理大臣だが、議員からやり玉に挙げられている。若い子とつきあってLINEスタンプを1日100も送っている。
元ケンシロウ
原作:『北斗の拳』
演 - 市川海老蔵
秘密のダイニングバー「MOON RIBAR」の常連客。
今は歌舞伎役者。

### 新ゴジラ
実況
演 - 古舘伊知郎

### 白戸家ミステリートレイン
1920年代のような超豪華寝台列車に乗車したクラシカルな衣装の白戸家一家。そんな中お父さんが姿を消した。乗り合わせた名探偵により容疑者としてリョウマとハナが事情聴取を受ける。そうこうしているうちに第二の被害者が死亡しているのを発見。しかし、名探偵の推理により被害者のゆりやんレトリィバァはリョウマの人工呼吸目当てに死んだふりをしていただけだった。その後、名探偵は何人もの容疑者を事情聴取するもお父さんは見つからず。実はお母さんの夢落ちだった。
名探偵
演 - 堺雅人
口ひげを生やした探偵が鋭い推理力で消えたお父さんを捜索する。
米津玄師
リョウマが景色も見ずにスマホで米津玄師のMV「Lemon」を見てお父さんに「景色を見ろ」と叱られ腹を立てる。
第二の被害者
演 - ゆりやんレトリィバァ
リョウマの人工呼吸目当てに死んだふりをしていたが、探偵によって見破られ照れ笑いしながら去る。
容疑者
演 - パグ
探偵によりなぜか容疑者として事情聴取受けるパグ犬。厳しく問いただされるも舌を出すだけ。
黒頭巾の犯人
唐草の風呂敷にお父さんを包んで誘拐する。目的は謎のまま。
菊川怜
探偵に事情聴取を受けるもケータイをお尻で踏んで「きゃっ」、手でハートを作って「だーい好き」と眼鏡型ルーペのCMをオマージュ。
ギガ泥棒
顔がスマホのギガ泥棒が見たくもない動画でアヤのスマホからギガを奪う。キレキレのダンスでパトランプ男と捕物劇をするも最後は捕まりアヤに「NO MORE ギガ泥棒」と言われてしまう。NO MORE 映画泥棒をオマージュ。
パトランプ男
頭が赤のランプになっている男がキレキレダンスでギガ泥棒を捕まえる。
米津 玄鰤
演 - 志尊淳
リョウマが景色も見ずにスマホで見ていた映像は探偵が見返すと「米津 玄師」でなく、なりきり歌ってみたの「米津 玄鰤」であった。
YouTuber兄弟
演 - HIKAKIN
演 - SEIKIN
食堂車で動画とSNSをみている兄弟。
ほぼ兄弟
演 - バービー（フォーリンラブ）
演 - 山崎弘也（アンタッチャブル）
食堂車で動画とSNSをみているほぼ兄弟。
新米教師
演 - 志尊淳
演 - 眉村ちあき 女性教師バージョン
リョウマが景色も見ずにスマホで見ていた映像は探偵が見返すと「米津玄師」でなく「新米教師」であった。

### SoftBank music project
常識にしばられるな。年齢にしばられるな。性別にしばられるな。大人にしばられるな。速度制限にしばられるな。音楽とスマホで、僕らはもっと自由になれる。

#### スペシャルユニット
DJ Fumiya、BIGYUKI、長岡亮介、Miho Hatori、MIYACHI、Nazの6人がボーカルを務める「オンガクサイコー」という曲が存在し、2020年4月現在、SoftBankの公式YouTubeから聴くことができる。また、一部のメンバーは作詞か作曲にも関わっている。

#### コラボについて
今日、好きになりました。と天気の子とコラボしており、コラボCMも存在する。

### ギガ国物語
個性豊かな4人の旅人と1体のロボットがたどり着いたのは、慢性的なギガ不足に悩む「ギガ国」だった。彼らの壮大な旅「ギガ国物語」が始まる。お父さんはサトウ（ロボット）によりこの世界に転送される。
オカダ
演 - 岡田准一
旅する4人と1体を束ねるリーダー。
リアクション、声量、肝っ玉、全部おっきめ、熱血漢。うまいこと言おうとして、常に前のめり。
熱血担当/リーダー気質/リアクションでかい/抜群の鈍感力/涙もろい/暇さえあれば筋トレ/武器使うのは上手/口癖は「どうかしてるぜ！」/SNSのイイネが少ない/自分が大好き/酒豪/オムライス大好物
タオ
演 - 土屋太鳳
真面目で純情な妹的存在の旅人。
空回りすることも多いが、持ち前のポジティブさと運動神経でカバーする青春まっただなかの恋する乙女。
マジメ担当/ダンスが得意/純朴で心配性/一目惚れしやすい/様々な国の言葉を勉強している/探求心・好奇心旺盛/無意味にムーンウォーカーする癖/毎日日記をつけている/ポジティブシンキング/ごはんをよく噛む
シライシ
演 - 白石麻衣 (当時乃木坂46)
常に冷静沈着で男らしい性格の元モデル。
年上にもため口を辞さない5人の裏番長的キャラクター。怒ると怖いため、サトウがいつも恐れている。
ツンデレ担当/お姉さん的存在/分析癖/口癖は「ありえない」/SNSでは映える写真をシェア/元モデル/オシャレオタク/カワイイもの好き/朝が弱い/腰には龍/説教が長い/アンニュイな表情も得意/毒をはく
タクミ
演 - 北村匠海 (DISH//)
気が弱く、他力本願で少しドジ。愛されキャラの青年。
周りの仲間に助けられながら、旅を続けている。サトウとは大の仲良し。生まれつき運が悪い。
天然ボケ&ドジ担当/気弱/メカに強い/サトウの修理/体力に不安/小動物とアニメ大好き/ごまをする/月末はギガ死/youtuberになりたかった/母親思い/少しホームシック/母性をくすぐる
サトウ
声 - 内田真礼
高性能な次世代AI搭載のロボット。
多くの機能を持つが誤作動が多く頼れるようでまったく頼れない。愛称は「シュガー」。
盛り上げ担当/効果音多数搭載/すぐオーバーヒート/生活防水/口からいろんな物出てくる/嘘発見器/スマホ充電可能/誤作動多い/佐藤博士が作った？/タクミと仲良し
お父さんをこの世界に転送する。お父さんは「どこだここは！？」と叫ぶ。
ギガ姫
演 - 粟野咲莉
ギガを制限するギガ国王家の姫。幼いころよりギガ王国の跡継ぎとして育つ。
何でも無邪気にお願いしてしまう。
週末は視察と称し、大好きな“どうぶつえん”に通っているらしい。
親友はうさちゃん/おめざはペロペロキャンディー/好きなおやつはメロンソーダ/動物園がパワースポット/動物のモノマネを見るのが好き

### 俺たちの旅
ギガ国を出て、新たな旅に出たオカダはカクという青年と出会った。ふたりの旅が今、幕を開ける。
オカダ
演 - 岡田准一 (当時V6)
ギガ国を出て、新たな旅を続ける熱血漢。
マジメで一直線。カクに影響されてハメを外すこともしばしば。
マジメ/常に全力/男らしい/リアクションはかなりでかい/結構ビビり/ツッコミがち
カク
演 - 賀来賢人
常にハイテンションなオカダの新たな旅の相方。
好奇心旺盛でチャラいお調子者だが、まっすぐなイイやつ。
思ったことをすぐ口に出す/人懐っこい/中華得々の超常連/好物は中華得々の餃子/人生初の旅挑戦中/ボケがち

### 青春放題。
教師
演 - 岡田准一 (当時V6)
劇中での名は不明。
体育教師
演 - 賀来賢人
劇中での名は不明。
校長
演 - リーチマイケル
生徒
演 - 道枝駿佑 (なにわ男子)、南沙良

### 5Gってドラえもん？
ドラえもん
演 - ブルース・ウィリス
声 - 藤岡弘、
ドラミ
演 - 広瀬すず

#### 現在
野比 のび太(15)
演 - 鈴木福
野比 のび助
演 - 小手伸也
野比 玉子
演 - 渡辺江里子 (阿佐ヶ谷姉妹)
源 静香（15）
演 - 小宮山莉渚
骨川 スネ夫（15）
演 - 楢原嵩琉
剛田 武（15）
演 - 寺澤徠稀

#### 未来
野比 のび太（45）
演 - 堺雅人
骨川 スネ夫（45）
演 - 古市憲寿
剛田 武（45）
演 - 八村塁
源 静香 (45)
演 - 上戸彩

### 勝手にHERO’S
世の中の様々な人々を「勝手に助けるヒーロー」の活躍を描いたシリーズ。後に「無制限HERO'S」に進化した。
松本人志 (ダウンタウン)
お父さんとのコンビで、「勝手に助けるヒーロー」として知らないうちに勝手に人の役に立つ活動をしている。
千鳥
「学割hero's青春応援篇」「スマホPTA篇」などに登場。
主婦
演 - 小倉優子
刑事
演 - 船越英一郎
犯人
演 - 川島潤哉
アンドロイド少女・ティナ
演 - 玉城ティナ
「無制限少女」の異名を取るアンドロイド。松本に無制限パワーを授け、「無制限に役に立つヒーロー」へ進化させた。
息子
演 - 寺田心
母親
演 - 小池栄子

## CM
| No.  |                                                      | 篇名                                                               |
| ---- | ---------------------------------------------------- | ------------------------------------------------------------------ |
| 1    | ホワイト家族24                                       | 「予想外な家族」篇                                                 |
| 2    | ホワイト家族24                                       | 「予想外な家族・父」篇                                             |
| 3    | ホワイト家族24                                       | 「予想外な家族・兄」篇                                             |
| 4    | ホワイト家族24                                       | 「声変わり」篇                                                     |
| 5    | ホワイト家族24                                       | 「店頭」篇                                                         |
| 6    | ホワイト家族24                                       | 「家族で通話」篇                                                   |
| 7    | ホワイト!ホワイト!ホワイト!                          | 「上戸彩PR」篇                                                     |
| 8    | ソフトバンク呼び出し音                               | 「上戸彩PR」篇（北海道限定CM）                                     |
| 9    | Wホワイト                                            | 「広告批評」篇                                                     |
| 10   | 年間純増No.1                                         | 「お父さん会議に出る」篇                                           |
| 11   | 年間純増No.1                                         | 「お父さん会議に出る」篇（Web限定配信版）                          |
| 12   | 年間純増No.1                                         | 「お父さん会議に出る」篇（4か月連続）                              |
| 13   | ホワイト家族24                                       | 「お兄さん遅刻する」篇                                             |
| 14   | 「ただ友」のワをひろげよう!                          | 「お兄さんも会議に出る」篇                                         |
| 15   | 「ただ友」のワをひろげよう!                          | 「ただ友」篇                                                       |
| 16   | 「ただ友」のワをひろげよう!                          | 「イルカのおじさま」篇                                             |
| 17   | X'mas                                                | 「X'masエクスプレス 今日はそこまで」篇                             |
| 18   | 「ただ友」のワをひろげよう!                          | 「お風呂」篇                                                       |
| 19   | X'mas                                                | 「X'masソング アヤ」篇                                             |
| 20   | X'mas                                                | 「X'masソング 父」篇                                               |
| 21   | X'mas                                                | 「X'masエクスプレス お許し出た」篇                                 |
| 22   | ソフトバンク呼び出し音                               | 「ストレートトーク」篇                                             |
| 23   | ホワイト学割                                         | 「3年犬組（父吠える）」篇                                          |
| 24   | ホワイト学割                                         | 「3年犬組（娘冷やかす）」篇                                        |
| 25   | ホワイト学割                                         | 「学生に説明」篇                                                   |
| 26   | ホワイト家族24                                       | 「旅する父」篇                                                     |
| 27   | ホワイト学割                                         | 「ソフトバンクごっこ」篇                                           |
| 28   | こどもプロジェクト                                   | 「まだ早い！」篇                                                   |
| 29   | ホワイト学割                                         | 「校長」篇                                                         |
| 30   | こどもプロジェクト                                   | 「兄の白昼夢」篇                                                   |
| 31   | 通話料、メール代￥0                                  | 「予想外のゼロ円」篇                                               |
| 32   | 年間純増No.1                                         | 「ありがとう。2007年純増ナンバー1」篇                              |
| 33   | ホワイトコール                                       | 「今回は犬じゃなくて猫」篇                                         |
| 34   | ホワイトコール                                       | 「昨日なに食べた」篇                                               |
| 35   | ホワイトコール                                       | 「あぁ‥ 時間切れ」篇                                               |
| 36   | 「ただ友」のワをひろげよう!                          | 「同窓会」篇                                                       |
| 37   | ホワイト学割                                         | 「テニス部入部」篇                                                 |
| 38   | ただとも                                             | 「アヤ間違える」篇                                                 |
| 39   | しゃべるお父さんストラップ                           | 「しゃべるお父さんストラップ」篇                                   |
| 40   | ただとも                                             | 「サミット開始!!!」篇                                              |
| 41   | ただとも                                             | 「サミット開始!!」篇                                               |
| 42   | ただとも                                             | 「サミット開始!」篇                                                |
| 43   | ただとも                                             | 「フランス人と遭遇」篇                                             |
| 44   | ホワイト学割                                         | 「球拾い」篇                                                       |
| 45   | ただとも                                             | 「兄フラれる」篇                                                   |
| 46   | iPhone                                               | 「白戸家にやってくる（ゲーム）」篇                                 |
| 47   | iPhone                                               | 「白戸家にやってくる（コミック）」篇                               |
| 48   | メール=ただとも                                      | 「ダイエット」篇                                                   |
| 49   | iPhone                                               | 「夜空」篇                                                         |
| 50   | 月月割                                               | 「チラシ」篇                                                       |
| 51A  | しゃべるお父さんストラップ                           | 「ヒマラヤ」篇                                                     |
| 51B  | しゃべるお父さんストラップ                           | 「ヒマラヤ」篇 with ガチャピン                                     |
| 52   | 正月限定コラボCM                                     | 読売新聞×白戸家 全7話                                              |
| 53   | 年間純増No.1                                         | 「2008年純増ナンバー1」（オバマ）篇                                |
| 54   | 年間純増No.1                                         | 「2008年純増ナンバー1」（年賀状）篇                                |
| 55   | ホワイト学割With家族                                 | 「アヤ説明する」篇                                                 |
| 56   | ホワイト学割With家族                                 | 「犬の集会」篇                                                     |
| 57   | ホワイト学割With家族                                 | 「結婚式」篇                                                       |
| 58   | ただとも                                             | 「二次会」篇                                                       |
| 59   | しゃべるお父さんストラップ                           | 「シンクロ」篇                                                     |
| 60   | Yahoo! BB ホワイトプラン                             | 「花粉症」篇                                                       |
| 61   | ただとも                                             | 「空港」篇                                                         |
| 62   | ホワイト学割With家族                                 | 「歌番組そこがさだまさし」篇                                       |
| 63   | ホワイト学割With家族                                 | 「歌番組」篇                                                       |
| 64   | ただとも                                             | 「サーフィン」篇                                                   |
| 65   | でかお父さんストラップ                               | 「デカストラップ」篇                                               |
| 66   | お父さんグッズがもらえる                             | 「応援するけん」篇（九州・沖縄限定）                               |
| 67   | 応援ありがとうございます                             | 「応援するけん」（セパ優勝）篇（九州・沖縄限定）                   |
| 68   | ただとも                                             | 「博多弁」篇                                                       |
| 69   | のりかえ割                                           | 「一大事」篇                                                       |
| 70   | ホワイトプラン                                       | 「一大事直後」篇                                                   |
| 71   | のりかえ割                                           | 「お父さん入院する」篇                                             |
| 72   | お父さんスリッパ                                     | 「お父さんスリッパ」篇                                             |
| 73   | お父さんスリッパ                                     | 「お父さん感謝される」篇                                           |
| 74   | PhotoVision                                          | 「お父さん嫉妬する」篇                                             |
| 75   | PhotoVision                                          | 「お父さん嫉妬する（バカ言うでない）」篇                           |
| 76   | のりかえ割                                           | 「土佐へ出発」篇                                                   |
| 77   | しゃべるお父さんスピーカー                           | 「お父さんスピーカー」篇                                           |
| 78   | のりかえ割                                           | 「電車のりかえ」篇                                                 |
| 79   | PhotoVision                                          | 「龍馬かぶれ」篇                                                   |
| 80   | PhotoVision                                          | 「龍馬かぶれ（そうだな）」篇                                       |
| 81   | 男の二人旅                                           | 「男の二人旅」篇                                                   |
| 82   | しゃっべって歩くお父さん                             | 「しゃべって歩くお父さん」篇                                       |
| 83   | ホワイト学割With家族                                 | 「北国」篇                                                         |
| 84   | ホワイト学割With家族                                 | 「親孝行」篇                                                       |
| 85   | ただとも                                             | 「電車ただとも」篇                                                 |
| 86   | ホワイト学割With家族                                 | 「実家」篇                                                         |
| 87   | お父さんチョコ                                       | 「父の優しさ」篇                                                   |
| 88   | ホワイト学割With家族                                 | 「母に会いに2010・冬」篇                                           |
| 89   | ホワイト学割With家族                                 | 「定食屋」篇                                                       |
| 90   | ワールドカップ                                       | 「サッカー・スーパーサブ」篇                                       |
| 91   | PhotoVision                                          | 「母にフォトビジョン」篇                                           |
| 92   | 王貞治ベースボールミュージアム                       | 「王貞治ベースボールミュージアム」篇                               |
| 93   | ただとも                                             | 「出馬依頼」篇                                                     |
| 94   | 麦わらお父さん                                       | 「墓参り」篇                                                       |
| 95   | のりかえ割                                           | 「選挙カー」篇                                                     |
| 96   | のりかえ割                                           | 「選挙カー（無料）」篇                                             |
| 97   | Twitter対応携帯                                      | 「街頭演説」篇                                                     |
| 98   | 麦わらお父さん                                       | 「優勢」篇                                                         |
| 99   | 白戸次郎（無所属・新）                               | 「当確」篇                                                         |
| 100  | のりかえ割                                           | 「当選インタビュー」篇                                             |
| 101  | ただとも割                                           | 「後日談」篇                                                       |
| 102  | 海外パケットし放題                                   | 「海外パケットし放題」篇                                           |
| 103  | かんたん携帯                                         | 「温泉旅行」篇                                                     |
| 104  | ホワイト家族24                                       | 「父反対する」篇                                                   |
| 105  | ただとも                                             | 「流しのAyu」篇                                                    |
| 106  | お父さん土鍋セット                                   | 「鍋パーティ」篇                                                   |
| 107  | PANTONE®3                                            | 「父変身」篇                                                       |
| 108  | X'mas                                                | 「間違え探し（7）」篇                                              |
| 109  | X'mas                                                | 「間違え探し（17）」篇                                             |
| 110  | 間違え探し回答 総集編                                | 「間違い」篇                                                       |
| 111  | 間違え探し回答 総集編                                | 「正解」篇                                                         |
| 112  |                                                      | 「隕石」篇                                                         |
| 113  | A案?B案?                                             | 「肉団子」篇                                                       |
| 114  | A案?B案?                                             | 「肉団子」篇（Web限定配信）                                        |
| 115  | B案?                                                 | 「くしゃみ」篇                                                     |
| 116  | B案です。                                            | 「猫じゃらし」篇                                                   |
| 117  | 光の道                                               | 「光の道」総集編                                                   |
| 118  | 光の道                                               | 「光の道」篇（Web限定配信）                                        |
| 119  |                                                      | 「後日談」篇                                                       |
| 120  | ホワイト学割With家族                                 | 「父やり直す」篇                                                   |
| 121  | のりかえ割・ただとも                                 | 「露天風呂」篇                                                     |
| 122  | ホワイト学割With家族                                 | 「ガッツ先生」篇                                                   |
| 123  | ホワイト学割With家族                                 | 「授業参観」篇                                                     |
| 124  | ホワイト学割With家族                                 | 「授業参観 車内Ver」篇                                             |
| 125  | 白戸軒ラーメンキャンペーン                           | 「ガンコ親父」篇                                                   |
| 126  | 復興支援ポータルサイト                               | 「星空」篇                                                         |
| 127  | 復興支援ポータルサイト                               | 「つながる」篇                                                     |
| 128  | ホワイト学割With家族                                 | 「松木先生」篇                                                     |
| 129  | ホワイト学割With家族                                 | 「親子でドッジボール」篇                                           |
| 130  | のりかえ割・ただとも                                 | 「うちわモメ」篇                                                   |
| 番外 | スマケー                                             | SMAP「スマ戸家トーク」篇                                           |
| 番外 | スマケー                                             | SMAP「二つ折りの唄」篇                                             |
| 131  | 続きは、TVで。                                       | 「節電」篇予告（Web限定配信）                                      |
| 132  | のりかえ割・ただとも                                 | 「節電」篇                                                         |
| 133  | ホワイト家族24                                       | 「偽戸家」篇                                                       |
| 134  | のりかえ割・ただとも                                 | 「うちわ（あー）」篇                                               |
| 135  | のりかえ割・ただとも                                 | 「うちわ（すいません）」篇                                         |
| 136  | のりかえ割・ただとも                                 | 「うちわ（ヤーレン）」篇                                           |
| 137  | ウルトラワイファイ                                   | 「郵便屋さん（飛べば）」篇                                         |
| 138  | ウルトラワイファイ                                   | 「郵便屋さん（筋肉痛）」篇                                         |
| 139  | ウルトラワイファイ                                   | 「郵便屋さん（ポケット）」篇                                       |
| 140  | シンプルスマートフォン                               | 「おじいちゃん?現る」篇                                            |
| 141  | 老眼鏡                                               | 「屋台の小林」篇                                                   |
| 142  | とっかえひっかえ携帯カバー                           | 「とっかえひっかえ」篇                                             |
| 143  | とっかえひっかえ携帯カバー                           | 「ロックンロールカバコレ」篇                                       |
| 144  | とっかえひっかえ携帯カバー                           | 「ロックンロールカバコレ」篇（Web限定配信）                        |
| 145  | 連続CM小説 一乗谷にて                                | 「連続CM小説 予告」篇                                              |
| 146  | 連続CM小説 一乗谷にて                                | 「連続CM小説」篇                                                   |
| 147  | 連続CM小説 一乗谷にて                                | 「第一話 うちわモメ」篇                                            |
| 148  | 連続CM小説 一乗谷にて                                | 「第二話 偽の家族」篇                                              |
| 149  | 連続CM小説 一乗谷にて                                | 「第三話 おじいちゃん?現る」篇                                     |
| 150  | 連続CM小説 一乗谷にて                                | 「第四話 屋台の小林」篇                                            |
| 151  | 連続CM小説 一乗谷にて                                | 「第五話 恋の一乗谷」篇                                            |
| 152  | 連続CM小説 一乗谷にて                                | 「第六話 ロック・イン・一乗谷」篇                                  |
| 153  | 連続CM小説 一乗谷にて                                | 「第七話 ウルトラの夏」篇                                          |
| 154  | ウルトラワイファイ                                   | 「通訳」篇                                                         |
| 155  | ウルトラワイファイ                                   | 「待つわ」篇                                                       |
| 156  | スベテノ ヒトニ アイヲ                               | 「アヤ寝ぼける（愛）」篇                                           |
| 157  | スベテノ ヒトニ アイヲ                               | 「アヤ寝ぼける（お父さん）」篇                                     |
| 158  | スゴいスマホのスゴスマ                               | 「宇宙に行きたい（ティザー）」篇                                   |
| 159  | スゴいスマホのスゴスマ                               | 「宇宙に行きたい」篇                                               |
| 160  | スゴいスマホのスゴスマ                               | 「宇宙に行きたい（愛）」篇                                         |
| 161  | スベテノ ヒトニ アイヲ                               | 「古川さんに聞いてみよう」篇                                       |
| 162  | スベテノ ヒトニ アイヲ                               | 「古川さんに聞いてみよう（予想外）」篇                             |
| 163  | スゴいスマホのスゴスマ                               | 「父、宣言する」篇                                                 |
| 164  | お父さんホットカーペット                             | 「打ち上げ」篇                                                     |
| 165  | X'mas                                                | 「宇宙のサンタ」篇                                                 |
| 166  | X'mas                                                | 「白戸家Xmas スペシャル120秒CM」篇                                 |
| 167  | スゴいスマホのスゴスマ                               | 「父と交信」篇                                                     |
| 168  | X'mas                                                | 「クリスマスの手紙」篇                                             |
| 169  | お年玉なのラー！                                     | 「宇宙からのラーメン」篇                                           |
| 170  | ホワイト学割With家族                                 | 「ハワイからの留学生」篇                                           |
| 171  | ソフトバンクWi-Fiスポット                            | 「指名手配」篇                                                     |
| 172  | ソフトバンクWi-Fiスポット                            | 「指名手配（馬）」篇                                               |
| 173  | ホワイト学割With家族                                 | 「お父さん自転車（歌）」篇                                         |
| 174  | ホワイト学割With家族                                 | 「お父さん自転車」篇                                               |
| 175  | ホワイト学割With家族                                 | 「お父さんにチュー」篇                                             |
| 176  | ウルトラワイファイ4G                                 | 「ULTRA WIFI 4G」篇                                                |
| 177  | 銀座に白戸家が                                       | 「銀ブラ」篇                                                       |
| 178  | スマホBB割                                           | 「スマホワvsビビワリ」篇                                           |
| 179  | スマホBB割                                           | 「スマホワvsビビワリ（解説）」篇                                   |
| 180  | ホワイト学割With家族                                 | 「スカートが短い」篇                                               |
| 181  | 「3年タダの学割」 ヒロシ&タダ フルバージョン         | 「タダのうた」篇（Web限定配信）                                    |
| 182  | 海外パケットし放題                                   | 「アヤの休日」篇                                                   |
| 183  | ホワイト学割With家族                                 | 「テレビにタダ」篇                                                 |
| 184  | 海外パケットし放題                                   | 「ローマ人」篇                                                     |
| 185  | PhotoVision                                          | 「龍馬の休日」篇                                                   |
| 186  | のりかえ割                                           | 「ワイルドなお父さん」篇（Aバージョン）                            |
| 187  | のりかえ割                                           | 「ワイルドなお父さん」篇（Bバージョン）                            |
| 188  | PANTONE®5                                            | 「アヤ変身」篇（Aバージョン）                                      |
| 189  | PANTONE®5                                            | 「アヤ変身」篇（Bバージョン）                                      |
| 190  | 契約者3000万人突破！                                 | 「3000万契約突破」篇                                               |
| 191  | BOSSコーヒー20周年×ソフトバンクプラチナバンド開始    | 「出会い」篇                                                       |
| 192  | BOSSコーヒー20周年×ソフトバンクプラチナバンド開始    | 「出会い（告知）」篇                                               |
| 193  | BOSSコーヒー20周年×ソフトバンクプラチナバンド開始    | 「家政夫登場」篇                                                   |
| 194  | BOSSコーヒー20周年×ソフトバンクプラチナバンド開始    | BOSSコーヒー「白戸家」篇                                           |
| 195  | BOSSコーヒー20周年×ソフトバンクプラチナバンド開始    | 「店頭」篇                                                         |
| 196  | スマートフォンを下取りします!                        | 「速報」篇                                                         |
| 197  | スマートフォンを下取りします!                        | 「速報（ONE）」篇                                                  |
| 198  | スマートフォンを下取りします!                        | 「犬サミット」篇                                                   |
| 199  | BOSSコーヒー20周年×ソフトバンクプラチナバンド開始    | BOSSコーヒー「海外旅行」篇                                         |
| 200  | BOSSコーヒー20周年×ソフトバンクプラチナバンド開始    | 「一乗谷」篇                                                       |
| 201  | 4GLTE                                                | 「お父さん思いつく」篇                                             |
| 202  | BOSSコーヒー20周年×ソフトバンクプラチナバンド開始    | BOSSコーヒー「別れ」篇                                             |
| 203  | 4GLTE                                                | 「アヤ交渉」篇                                                     |
| 204  | 4GLTE                                                | 「アヤ再び交渉」篇                                                 |
| 205  | 4GLTE                                                | 「青森」篇                                                         |
| 206  | 4GLTE                                                | 「青森（ビデオレター）」篇                                         |
| 207  | 4GLTE                                                | 「楽屋」篇                                                         |
| 208  | 4GLTE                                                | 「楽屋（花）」篇                                                   |
| 209  | 4GLTE                                                | 「楽屋（小樽）」篇                                                 |
| 210  | 4GLTE                                                | 「鹿児島」篇                                                       |
| 211  | 4GLTE                                                | 「津々浦々」篇                                                     |
| 212  | 4GLTE                                                | 「津々浦々」篇（Bバージョン）                                      |
| 213  | PhotoVisionTV                                        | 「インタビュー」篇                                                 |
| 214  | PhotoVisionTV                                        | 「インタビュー」篇（Bバージョン）                                  |
| 215  | ホワイト学割With家族2013                             | 「どうなる白戸家」篇                                               |
| 216  | ホワイト学割With家族2013                             | 「どうなる白戸家」篇（Bバージョン）                                |
| 217  | ホワイト学割With家族2013                             | 「どうなる白戸家」篇（Cバージョン）                                |
| 218  | ホワイト学割With家族2013                             | 「白戸家空を飛ぶ」篇                                               |
| 219  | ホワイト学割With家族2013                             | 「再会」篇                                                         |
| 220  | ホワイト学割With家族2013                             | 「授業」篇                                                         |
| 221  | ホワイト学割With家族2013                             | 「140キロ」篇                                                      |
| 222  | つながりやすさNo.1へ。                               | 「リレートーク」篇                                                 |
| 223  | つながりやすさNo.1へ。                               | 「おじさんと再会」篇                                               |
| 番外 | つながりやすさNo.1へ。                               | 「No.1ストレートトーク」篇                                         |
| 224  | つながりやすさNo.1へ。                               | 「おじさんと再会」篇（Bバージョン）                                |
| 225  | ホワイト学割With家族2013                             | 「旅立ち」篇                                                       |
| 226  | シンプルスマホ                                       | 「ご近所さん」篇                                                   |
| 227  | スマホのつながりやすさNo.1へ。                       | 「シンジ来る」篇                                                   |
| 228  | スマホのつながりやすさNo.1へ。                       | 「兄食べる」篇                                                     |
| 番外 | つながりスギちゃん                                   | 「NO.1ワイルドSHOW！」（Web限定配信）                              |
| 229  | バリバリバンバンキャンペーン                         | 「偉大なカレー」篇                                                 |
| 230  | バリバリバンバンキャンペーン                         | 「アヤの歌声」篇                                                   |
| 231  | バリバリバンバンキャンペーン                         | 「コンサート」篇                                                   |
| 232  | あんしんファミリーケータイ                           | 「お向かいのお婆さん（樋口）」篇                                   |
| 233  | あんしんファミリーケータイ                           | 「お向かいのお婆さん（上戸）」篇                                   |
| 番外 | スマホのつながりやすさNo.1（企業シリーズ）           | 堺雅人篇                                                           |
| 番外 | スマホのつながりやすさNo.1（企業シリーズ）           | 笑福亭鶴瓶篇                                                       |
| 番外 | スマホのつながりやすさNo.1（企業シリーズ）           | 市村正親篇                                                         |
| 234  | スマホのつながりやすさNo.1（企業シリーズ）           | 「スマホ戦争」篇                                                   |
| 235  | スマホのつながりやすさNo.1（企業シリーズ）           | 「プライド」篇                                                     |
| 236  | スマホのつながりやすさNo.1（企業シリーズ）           | 「社内」篇 アイデア                                                |
| 237  | スマホのつながりやすさNo.1（企業シリーズ）           | 「社内」篇 3倍A（なんで）                                          |
| 238  | スマホのつながりやすさNo.1（企業シリーズ）           | 「誰だ」篇                                                         |
| 239  | ホワイト学割 with 家族 2014                          | 「街に出る」篇                                                     |
| 240  | ホワイト学割 with 家族 2014                          | 「教え子」篇                                                       |
| 241  | ホワイト学割 with 家族 2014                          | 「渋谷で」篇                                                       |
| 242  | ホワイト学割 with 家族 2014                          | 「野々村家」篇                                                     |
| 番外 | ホワイト学割 with 家族 2014                          | 「ふなっしー vs ニセふなっしー」篇（YouTube限定配信）              |
| 243  | 親子でドーンとお得キャンペーン                       | 「親子げんか」篇                                                   |
| 244  | ソフトバンク ヘルスケア                              | 「バーのママ」篇                                                   |
| 245  | あの最新スマホが最初から驚愕プライスです！           | 「タクシー値段」篇                                                 |
| 246  | あの最新スマホが最初から驚愕プライスです！           | 「タクシー大きな賭け」篇                                           |
| 247  | つながりやすさも通信速度もNo.1へ。                   | 「ゴルフ場」篇パット                                               |
| 248  | つながりやすさも通信速度もNo.1へ。                   | 「ゴルフ場」篇表彰式                                               |
| 249  | つながりやすさも通信速度もNo.1へ。                   | 「ゴルフ場」                                                       |
| 250  | スマホのつながりやすさNo.1へ。                       | 「帰り道」篇                                                       |
| 251  | スマホのつながりやすさNo.1へ。                       | 「ソフトバンクキック」篇                                           |
| 252  | ホワイト家族 with 家族 2014                          | 「娘」篇                                                           |
| 253  | ホワイト家族 with 家族 2014                          | 「鑑定結果」篇                                                     |
| 254  | スマ放題                                             | 「戦国」篇 ティザー                                                |
| 番外 | SFじゃない。人によりそうロボット pepper              | pepper篇                                                           |
| 255  | スマ放題                                             | 「焼肉」篇                                                         |
| 256  | SFじゃない。人によりそうロボット pepper              | 「父の発見」篇                                                     |
| 257  | スマ放題                                             | 「戦国」篇 ティザー（つかみ放題）                                  |
| 258  | SFじゃない。人によりそうロボット pepper              | 「紹介」篇                                                         |
| 259  | SFじゃない。人によりそうロボット pepper              | 「まさか」篇                                                       |
| 260  | スマ放題                                             | 「戦国」篇 ティザー（くりこし）                                    |
| 261  | Tポイントが貯まる！使える！                          | 「お知らせか」篇                                                   |
| 262  | トクしソース焼そばプレゼント                         | 「焼きそば」篇                                                     |
| 263  | トクしソース焼そばプレゼント                         | 「焼きそば〜俺の味〜」篇（YouTube限定配信）                        |
| 264  | ムダなくデータくりこしスマ放題                       | 「ぎっくり腰」篇                                                   |
| 265  | ムダなくデータくりこしスマ放題                       | 「帰省」篇                                                         |
| 266  | 夏の思い出キャンペーン                               | 「一乗谷の夏 2014」篇                                              |
| 267  | AQUOS CRYSTAL                                        | 「いい音」篇                                                       |
| 268  | AQUOS CRYSTAL                                        | 「それなりの恰好」篇                                               |
| 269  | アメリカ放題はじまる！                               | 「わかりやすい」篇                                                 |
| 270  | 通信速度もつながりやすさもNo.1                       | 「ペッパー会議」篇                                                 |
| 271  | 通信速度もつながりやすさもNo.1                       | 「ペッパー会議うるさい」篇                                         |
| 272  | つながるエリアが日本全国で急拡大中！                 | 「つながる旅」篇                                                   |
| 273  | つながるエリアが日本全国で急拡大中！                 | 「人生という旅」篇                                                 |
| 274  | ソフトバンクが総合1位！スマホユーザーの満足度調査    | 「滝行」篇 無言                                                    |
| 275  | ソフトバンクが総合1位！スマホユーザーの満足度調査    | 「滝行」篇 1位だけが人生じゃない                                   |
| 276  | ソフトバンクが総合1位！スマホユーザーの満足度調査    | 「指原絶叫」篇 (YouTube限定配信)                                   |
| 277  | ソフトバンクが総合1位！スマホユーザーの満足度調査    | 「滝行」篇 がんばれよ                                              |
| 278  | 家族でチャレンジ！お父さんガチャ                     | 「運試し」篇                                                       |
| 279  | 遂に、ソフトバンクから！XPERIA Z3                    | 「ついに登場」篇                                                   |
| 280  | 遂に、ソフトバンクから！XPERIA Z3                    | 「300台」篇                                                        |
| 281  | 家族の学割 お子さまが25歳まで家族もずーっとおトク！  | 「お父さん回想する」篇 ダイジェスト                                |
| 282  | 家族の学割 お子さまが25歳まで家族もずーっとおトク！  | 「お父さん回想する」篇 登場                                        |
| 283  | 家族の学割 お子さまが25歳まで家族もずーっとおトク！  | 「お父さん回想する」篇 歴史                                        |
| 284  | 遂に、ソフトバンクから！XPERIA Z3                    | 「3Dお父さん登場」篇 美しい                                        |
| 285  | 遂に、ソフトバンクから！XPERIA Z3                    | 「3Dお父さん登場」篇 知ってるよ                                    |
| 286  | SoftBank 光 高速インターネットが月額3,800円〜        | 「山口に行く」篇                                                   |
| 287  | 遂に、ソフトバンクから！XPERIA Z3                    | 「3Dお父さん登場」篇 (WEB限定長尺バージョン）                      |
| 288  | スマート値引き                                       | 「訪問（節約）」篇                                                 |
| 289  | 家族の学割 お子さまが25歳まで家族もずーっとおトク！  | 「お父さん回想する」篇 保健室                                      |
| 290  | スマート値引き                                       | 「訪問（毎月）」篇                                                 |
| 291  | ディズニー楽しみ放題！                               | 「魔法にかけられて」篇                                             |
| 292  | ディズニー楽しみ放題！                               | 「走るお父さん」篇                                                 |
| 293  | スマート値引き                                       | 「熱湯」篇                                                         |
| 294  | スマート値引き                                       | 「島根でスマネ」篇                                                 |
| 295  | 俺、光だしたぞ！家族で来店すれば当たる！光るお父さん | 「光るお父さん」篇                                                 |
| 296  | SoftBank 光 高速インターネットが月額3,800円〜        | 「中華飯店」篇                                                     |
| 297  | 家族の学割 お子さまが25歳まで家族もずーっとおトク！  | 「回想」篇 秋元先生                                                |
| 298  | 家族の学割 お子さまが25歳まで家族もずーっとおトク！  | 「回想」篇 代わりになる                                            |
| 299  | 家族の学割 お子さまが25歳まで家族もずーっとおトク！  | 「回想」篇 代わりになる（つづき）                                  |
| 300  | スマート値引き                                       | 「熱湯」特別篇                                                     |
| 301  | ソフトバンクカード                                   | 「お父さんとの出会い」篇                                           |
| 302  | ソフトバンクカード                                   | 「お父さんとの出会い」篇 500円                                     |
| 303  | ソフトバンクカード                                   | 「お父さんとの買い物」篇                                           |
| 304  | ソフトバンクカード                                   | 「お父さんとの買い物」篇 500円                                     |
| 305  | 家族の学割 お子さまが25歳まで家族もずーっとおトク！  | 「回想」篇 歌                                                      |
| 306  | 家族の学割 お子さまが25歳まで家族もずーっとおトク！  | 「回想」篇 テスト                                                  |
| 307  | SoftBank 光 高速インターネットが月額3,800円〜        | 「声変わり」篇 クリスペプラー                                      |
| 308  | SoftBank 光 高速インターネットが月額3,800円〜        | 「声変わり」篇 ガッツ石松                                          |
| 309  | 全国1,300万件の通信データが実証 通信速度No.1         | 「岡山」篇                                                         |
| 310  | 全国1,300万件の通信データが実証 通信速度No.1         | 「岡山」篇 銅像                                                    |
| 311  | 全国1,300万件の通信データが実証 通信速度No.1         | 「岡山」篇 樋口                                                    |
| 番外 | 全国1,300万件の通信データが実証 通信速度No.1         | 「岡山」篇 その他                                                  |
| 312  | スマート値引き                                       | 「宇宙で戦闘篇」篇 ティザー                                        |
| 313  | しゃべるお父さんロボット掃除機                       | 「宇宙で戦闘篇」篇 掃除機                                          |
| 314  | しゃべるお父さんロボット掃除機                       | 「宇宙で戦闘篇」篇                                                 |
| 315  | コシ光                                               | 「悪代官」篇 米                                                    |
| 316  | お父さんとPepperの「しゃべる危機一発」登場！         | 「西部劇」篇 危機                                                  |
| 317  | ファミリーマートでのお買い物でTポイント3倍に！       | 「西部劇」篇 Tポイント                                             |
| 318  | iPhone 6s                                            | 「教室で噂話」篇                                                   |
| 番外 | スマホたのしい                                       | 「MOON RIBAR」篇                                                   |
| 319  | iPhone 6s                                            | 「告白」篇                                                         |
| 320  | おいしさ光るプリッツ                                 | 「ホークス日本一」篇                                               |
| 321  | おいしさ光るプリッツ                                 | 「いい買物の日」篇                                                 |
| 322  | ソフトバンクにまとめるとおトク！「おうち割」         | 「父帰る」篇                                                       |
| 323  | お父さん福おみくじキャンペーン                       | 「初夢」篇                                                         |
| 324  | 学生も！家族も！ギガ学割                             | 「ギガ物語1（アヤ子犬拾う）」篇                                    |
| 325  | 学生も！家族も！ギガ学割                             | 「ギガ物語2（ギガと学生）」篇                                      |
| 326  | 学生も！家族も！ギガ学割                             | 「ギガ物語3（オーディション）」篇                                  |
| 327  | 学生も！家族も！ギガ学割                             | 「ギガ物語3（アイドル結成）」篇                                    |
| 328  | ギガどーん兵衛プレゼント                             | 「ギガどーん」篇                                                   |
| 329  | 学生も！家族も！ギガ学割                             | 「ギガ物語4（コンサート）」篇                                      |
| 番外 | 学生も！家族も！ギガ学割                             | ギガ200 プロモーションビデオ（フルVer.）Web限定                    |
| 330  | ギガ速 光                                            | 「光クイズ」篇                                                     |
| 331  | ギガ速 光                                            | 「光早口言葉」篇                                                   |
| 332  | しゃべるギガでかストラップ                           | 「ギガでかストラップ」篇                                           |
| 333  | 200Gあげちゃう！                                     | 「琴奨ギガ」篇                                                     |
| 334  | スポナビライブ                                       | 「ダンス」篇                                                       |
| 335  | スポナビライブ                                       | 「ダンス（サッカー）」篇                                           |
| 336  | 光でギガ特盛                                         | 「どんぶり」篇                                                     |
| 337  | スポナビライブ                                       | 「ライブ！de ライブ！」篇                                          |
| 338  | ギガカップヌードル                                   | 「ハラペコペコ」篇                                                 |
| 339  | 新白戸家、はじまる。                                 | 「ハーフタイム」篇                                                 |
| 340  | 新白戸家、はじまる。                                 | 「ハーフタイム（ドア）」篇                                         |
| 341  | 電波ビュンビュン！「5G Project」                     | 「ビュンビュン」篇                                                 |
| 342  | ギガモンスター                                       | 「友達来る（玄関）」篇                                             |
| 343  | ギガモンスター                                       | 「友達来る（リビング）」篇                                         |
| 344  | SUPER! FRIDAY                                        | 「吹き出し」篇                                                     |
| 345  | SUPER! FRIDAY                                        | 「信じるな」篇                                                     |
| 346  | ギガモン                                             | 「ギガ変身」篇                                                     |
| 347  | いい買物の日                                         | 「いい買物の日 襲来」篇                                            |
| 348  | ギガモン                                             | 「大容量」篇                                                       |
| 349  | SUPER! FRIDAY                                        | 「吹き出し（アイス）」篇                                           |
| 350  | Apple Pay                                            | 「ゴジラVSお父さん」篇                                             |
| 351  | SUPER! FRIDAY                                        | 「吹き出し（ドーナツ）」篇                                         |
| 352  | スマホが安くなる光「SoftBank 光」                    | 「ピンボール」篇                                                   |
| 353  | 速度制限、気にしない。ギガモンスター                 | 「ゴジラ実況中継」篇                                               |
| 番外 | SMAP×SMAP                                            | 「SoftBank→SMAP」篇                                                |
| 354  | 七福神おみくじキャンペーン                           | 「七福神」篇                                                       |
| 355  | ギガモンスター                                       | 「ゴジラ中継」篇                                                   |
| 番外 | スカパー！                                           | 「堺議員 SoftBank光篇」」篇                                        |
| 356  | SUPER STUDENT                                        | 「宣言」篇                                                         |
| 357  | SUPER STUDENT                                        | 「学校」篇A                                                        |
| 358  | SUPER STUDENT                                        | 「学校」篇B                                                        |
| 359  | スマホデビュー割                                     | 「デビュー夫人 誕生」篇                                            |
| 360  | Yahoo!ショッピングのポイントが10倍                   | 「クイズ」篇                                                       |
| 361  | SUPER! FRIDAY                                        | 「吹き出し（学割）」篇                                             |
| 362  | SUPER! FRIDAY                                        | 「吹き出し（チキン）」篇                                           |
| 363  | SUPER STUDENT                                        | 「学割ってるダンス」篇                                             |
| 364  | スマホデビュー割                                     | 「デビュー夫人」篇                                                 |
| 365  | スマホデビュー割                                     | 「デビュー夫人（見ないで）」篇                                     |
| 366  | Yahoo!ショッピングのポイントが10倍                   | 「体操」篇                                                         |
| 367  | SUPER STUDENT                                        | 「学割ってるダンス」（ピコ太郎ver）篇                              |
| 368  | SUPER STUDENT                                        | 「宣言」篇（軽量化に挑戦ver）                                      |
| 369  | SUPER STUDENT                                        | 「ジャンプ」篇                                                     |
| 370  | SUPER! FRIDAY                                        | 「白戸家・マネキンチャレンジ」篇                                   |
| 371  | SUPER! FRIDAY                                        | 「JUSTIN・マネキンチャレンジ」篇                                   |
| 372  | SUPER! FRIDAY                                        | 「マネキン（銀だこ）」篇                                           |
| 373  | Yahoo!ショッピングのポイントが10倍                   | 「ボウリング」篇                                                   |
| 374  | 白戸家 10年間ありがとう。                            | 「10周年ダイジェスト」篇                                           |
| 375  | みんな家族割                                         | 「ケータリング」篇                                                 |
| 376  | みんな家族割                                         | 「リビング訪問」篇                                                 |
| 377  | みんな家族割                                         | 「台本読み合わせ」篇                                               |
| 378  | みんな家族割                                         | 「アヤの想像」篇                                                   |
| 379  | みんな家族割                                         | 「ニュース・会議室」篇                                             |
| 380  | みんな家族割                                         | 「古田の説明」篇                                                   |
| 381  | みんな家族割                                         | 「父の職業」篇                                                     |
| 382  | みんな家族割                                         | 「家族みんなでエヴァ熱唱」篇                                       |
| 383  | みんな家族割                                         | 「家族みんなでエヴァ熱唱」篇(Eva Ver.)                             |
| 番外 | 白戸家の10年 the CMovie                              | 「白戸家の10年 the CMovie」特別映像（樋口可南子・上戸彩）          |
| 番外 | 白戸家の10年 the CMovie                              | 「白戸家の10年 the CMovie」特別映像（杉咲 花）                     |
| 番外 | 白戸家の10年 the CMovie                              | 「白戸家の10年 the CMovie」特別映像（竹内涼真）                    |
| 384  | みんな家族割                                         | 「君はこれでわかるか!?新白戸家家系図」篇                           |
| 385  | みんな家族割                                         | 「父、若返る」篇 (web限定配信)                                     |
| 386  | みんな家族割                                         | 「リョウマ、ついに兄発見!!」篇                                     |
| 番外 | みんな家族割                                         | 【歌ってみた】【Home】「兄熱唱〜帰りたくて2017〜」篇 (web限定配信) |
| 387  | みんな家族割                                         | 「父、空を舞う」篇                                                 |
| 388  | SoftBank｜ 君の名は。                                | 【特報】白戸家にも「君の名は。」篇                                 |
| 番外 | 渋谷スクランブルお父さんジャック                     | 渋谷ビジョン 戌年合唱団                                            |
| 389  | あけましていいじゃないですか                         | 「父、BIGになる」篇                                                |
| 390  | あけましていいじゃないですか                         | 「父、ニャーとなく」篇                                             |
| 391  | いいじゃないですか                                   | 「ワ・ワ・ワンド －戌年だから、いいじゃないですか。－」篇          |
| 番外 | お正月を写そう2018♪                                  | 『人気者とお正月・チェキプリント』篇                               |
| 392  | SoftBank｜君の名は。                                 | 【君の名は】「一夜限定CM！白戸家も入れ替わる?!」篇                 |
| 393  | 家族で来れば当たるお父さんグッズ                     | 「父も歩けば棒にあたる」篇                                         |
| 394  | スマホ賛成！ 学割先生                                | 「リョウマ教師になる？（履歴書）」篇                               |
| 395  | スマホ賛成！ 学割先生                                | 「リョウマ教師になる？（エントリー動画）」篇                       |
| 396  | スマホ賛成！ 学割先生                                | 「リョウマ、リフティングを披露（激ウマ）」篇                       |
| 397  | スマホ賛成！ 学割先生                                | 「どうなるリョウマ!?先生ひそひそ話（履歴書）」篇                   |
| 398  | スマホ賛成！ 学割先生                                | 「どうなるリョウマ!?先生ひそひそ話（ピョコっと）」篇               |
| 399  | スマホ賛成！ 学割先生                                | 「どうなるリョウマ!?先生ひそひそ話（動画）」篇                     |
| 400  | スマホ賛成！ 学割先生                                | 「学割先生 登場」篇                                                |
| 401  | スマホ賛成！ 学割先生                                | 「リョウマと志尊のサンキューパス」篇                               |
| 402  | スマホ賛成！ 学割先生                                | 「リョウマが解決！志尊のお悩みサッカー」篇                         |
| 403  | スマホ賛成！ 学割先生                                | 「教頭タジタジ！学割先生の新たな主張」篇                           |
| 404  | SUPER! FRIDAY                                        | 「志尊が行く、金曜日のお店」篇                                     |
| 405  | スマホ賛成！ 学割先生                                | 「その髪、サンキュッパ」篇                                         |
| 406  | SUPER! FRIDAY                                        | 「志尊、人生を問う。なぜ人間は・・・。」篇                         |
| 407  | SUPER! FRIDAY                                        | 「志尊、人生を問う。なぜ犬なのに・・・。」篇                       |
| 408  | スマホ賛成！ 学割先生                                | 「広瀬のパパついに登場！サンキューパパ 篇」篇                      |
| 409  | スマホ賛成！ 学割先生                                | 「白戸家白熱の授業参観」篇                                         |
| 410  | おうちのでんわ                                       | 「白戸家オレオレでんわ撃退」篇                                     |
| 411  | おうちのでんわ                                       | 「ときめく電話レシピ」篇                                           |
| 412  | みんな家族割                                         | 「巨大化する学生」篇                                               |
| 413  | みんな家族割                                         | 「その時白戸家は・・・」篇                                         |
| 番外 | HowTo髪切った7Ways                                   | 二度見しながらの「髪切った？」                                     |
| 番外 | HowTo髪切った7Ways                                   | 見つめてからの「髪切った？」                                       |
| 番外 | HowTo髪切った7Ways                                   | 至近距離での「髪切った？」                                         |
| 番外 | HowTo髪切った7Ways                                   | 駆け抜けてからの「髪切った？」                                     |
| 番外 | HowTo髪切った7Ways                                   | 大仏を見てからの「髪切った？」                                     |
| 番外 | HowTo髪切った7Ways                                   | ライオンへの気配りも忘れない「髪切った？」                         |
| 番外 | HowTo髪切った7Ways                                   | 会った直後の「髪切った？」                                         |
| 414  | みんな家族割                                         | 「見事に吹っ飛んだこれは誰だ!?」篇                                 |
| 415  | みんな家族割                                         | 「白戸家の朝食」篇                                                 |
| 416  | ほぼデータ使い放題50G                                | 「白戸家 ほぼ？タクシーに乗る」篇                                  |
| 417  | ほぼデータ使い放題50G                                | 「白戸家 ほぼ？ショッピング」篇                                    |
| 418  | 白戸家 ミステリートレイン                            | 「予告」篇                                                         |
| 419  | 白戸家 ミステリートレイン                            | 「事件のはじまり」篇                                               |
| 420  | 白戸家 ミステリートレイン                            | 「事件のはじまり＋ハナの事情聴取」篇                               |
| 421  | 白戸家 ミステリートレイン                            | 「事件のはじまり＋リョウマの事情聴取」篇                           |
| 422  | CYBER SUNDAY                                         | 「ミオちゃんと日曜日くん」篇                                       |
| 423  | CYBER SUNDAY                                         | 「サイバー・サンデー」篇(web限定配信)                              |
| 424  | 白戸家 ミステリートレイン                            | 「消えた父＋ハナの事情聴取」篇                                     |
| 425  | 白戸家 ミステリートレイン                            | 「消えた父＋リョウマの事情聴取」篇                                 |
| 426  | 白戸家 ミステリートレイン                            | 「消えた父＋パグの事情聴取」篇（web限定配信）                      |
| 427  | 白戸家 ミステリートレイン                            | 「リョウマの事情聴取」篇                                           |
| 428  | 白戸家 ミステリートレイン                            | 「第2の犠牲者＜真の目的＞」篇                                      |
| 429  | 白戸家 ミステリートレイン                            | 「菊川怜の事情聴取」篇                                             |
| 430  | CYBER SUNDAY                                         | 「ミオちゃんと日曜日くん」(LOHACO)篇                               |
| 431  | 白戸家 ミステリートレイン                            | 「NO MORE ギガ泥棒」篇                                             |
| 432  | 白戸家 ミステリートレイン                            | 「米須玄鰤」篇                                                     |
| 433  | 白戸家 ミステリートレイン                            | 「YouTuber 兄弟」篇                                                |
| 434  | 白戸家 ミステリートレイン                            | 「ほぼ兄弟」篇                                                     |
| 435  | 白戸家 ミステリートレイン                            | 「母の回想」篇                                                     |
| 436  | 白戸家 ミステリートレイン                            | 「完結」篇                                                         |
| 437  | 白戸家 ミステリートレイン                            | 「新米教師（志尊淳）」篇                                           |
| 438  | 白戸家 ミステリートレイン                            | 「新米教師（眉村ちあき）」篇                                       |
| 439  | 平成→                                                | 「歌のリレー『時代』」篇                                           |
| 440  | 音楽とスマホで、僕らはもっと自由になれる。           | 「しばられるな」篇                                                 |
| 441  | ギガ国物語                                           | 「はじまり」篇                                                     |
| 442  | ギガ国物語                                           | 「Wi-Fi難民」篇                                                    |
| 443  | SoftBank Music Project                               | クリープハイプ「バレンタイン」篇                                   |
| 番外 | SoftBank Music Project                               | クリープハイプ「ニガツノナミダ」Music VideoフルVer.（web限定配信） |
| 444  | SoftBank Music Project                               | 石川さゆり「スマホ舟」篇                                           |
| 445  | ギガ国物語                                           | 「家族会議」篇                                                     |
| 番外 | ギガ国物語                                           | 「撮影中です、白石さん」篇 (web限定配信)                           |
| 番外 | ギガ国物語                                           | 「撮影中です、土屋さん」篇 (web限定配信)                           |
| 番外 | SoftBank Music Project                               | 石川さゆり「スマホ船」Music VideoフルVer. (web限定配信)            |
| 446  | おうちのWi-Fi SoftBank Air                           | 工事いらない編 (web限定配信)                                       |
| 447  | おうちのWi-Fi SoftBank Air                           | どんな部屋にも合う編 (web限定配信)                                 |
| 448  | おうちのWi-Fi SoftBank Air                           | 容量無限編 (web限定配信)                                           |
| 449  | SoftBank Music Project                               | 秦 基博「卒業」篇                                                  |
| 450  | SoftBank Music Project                               | 秦 基博「卒業」篇(完全版)(web限定配信)                             |
| 番外 | SoftBank Music Project                               | 「卒業」篇 ロングバージョン (秦 基博出演)(web限定配信)             |
| 番外 | TikTok                                               | 「お花見」篇                                                       |
| 451  | 時代→NEW                                             | 「福引当たる」篇                                                   |
| 452  | 時代→NEW                                             | 「NYに行く」篇                                                     |
| 453  | 時代→NEW                                             | 「NYにて 道を聞く」篇                                              |
| 454  | ギガ国物語                                           | 「屋上」篇                                                         |
| 番外 | ギガ国物語                                           | 【まいにゃんづくし】ネコ化した白石麻衣がやりたい放題(web限定配信)  |
| 455  | SoftBank Music Project                               | サカナクション「速度制限マン」篇                                   |
| 456  | 時代→NEW                                             | 「上を向いて歩く」篇                                               |
| 番外 | SoftBank Music Project                               | 秦 基博「仰げば青空」(web限定配信)                                 |
| 番外 | Googleアシスタント ソフトバンク                      | 「お風呂 恋愛の名言」篇 (web限定配信)                              |
| 番外 | Googleアシスタント ソフトバンク                      | 「お風呂 面白い名言」篇 (web限定配信)                              |
| 番外 | Googleアシスタント ソフトバンク                      | 「リビング やる気が出る名言」篇 (web限定配信)                      |
| 番外 | Googleアシスタント ソフトバンク                      | 「ベッド 幸せの名言」篇 (web限定配信)                              |
| 457  | LiVR                                                 | 「やば」篇 (web限定配信)                                           |
| 458  | 時代→NEW                                             | 白戸家 in ニューヨーク 総集篇 (web限定配信)                        |
| 459  | ギガ国物語                                           | 「カラオケ」篇                                                     |
| 460  | 時代→NEW                                             | 「歌のリレー（令和）」篇                                           |
| 461  | SoftBank Music Project                               | 宮本浩次「新時代」篇                                               |
| 462  | ギガ国物語                                           | 「ギガ姫」篇                                                       |
| 463  | 富士通 arrows                                        | 「ソフトバンク事件篇」篇                                           |
| 464  | スマホデビュープラン                                 | 「お父さんスマホデビューする」篇                                   |
| 465  | ギガ国物語                                           | 「ギガ王」篇                                                       |
| 466  | 天気の子 SoftBank                                    | 「映画を観る」篇                                                   |
| 467  | SoftBank Music Project                               | 映画「天気の子」コラボCM『雨が好き』篇                             |
| 468  | ギガ国物語                                           | 「旅立ち」篇                                                       |
| 469  | SoftBank Music Project                               | 神田沙也加「真夏のバッキャロー」篇                                 |
| 番外 | SoftBank Music Project                               | 神田沙也加「真夏のバッキャロー」篇（フルver.）(web限定配信)        |
| 470  | 八村塁 × 5G                                          | 「登場」篇                                                         |
| 471  | 八村塁 × 5G                                          | 「チーム」篇                                                       |
| 472  | 八村塁 × 5G                                          | 「5G 白戸家」篇                                                    |
| 473  | 俺たちの旅                                           | 「中華半々」篇                                                     |
| 474  | SoftBank Music Project                               | Mrs. GREEN APPLE「月への階段」篇                                   |
| 475  | 俺たちの旅                                           | 「旅のはじまり」篇                                                 |
| 476  | 俺たちの旅                                           | 「スクープ」篇                                                     |
| 477  | SoftBank学割                                         | 「青春放題」篇                                                     |
| 478  | SoftBank Music Project                               | 宮本浩次「恋人がサンタクロース」篇                                 |
| 479  | SoftBank Music Project                               | 宮本浩次「クリスマスプレゼント」篇                                 |
| 480  | SoftBank Music Project                               | SoftBank music project 2019 総集編                                 |
| 481  | 世界は変わる。準備はいいか？                         | 「5G 予告」篇                                                      |
| 482  | SoftBank学割                                         | 「青春放題 PART2」篇                                               |
| 483  | SoftBank学割                                         | 「青春放題 でんき」篇                                              |
| 484  | SoftBank学割                                         | 「青春放題 修学旅行」篇                                            |
| 485  | SoftBank Air                                         | 「工事がいらない」篇                                               |
| 番外 | SoftBank Air                                         | 「SoftBank Air 割引」篇(web限定配信)                               |
| 番外 | SoftBank Air                                         | 「SoftBank Air 工事がいらない 」篇(web限定配信)                    |
| 番外 | SoftBank Air                                         | 「SoftBank Air 工事がいらない（落ちる） 」篇(web限定配信)          |
| 番外 | SoftBank Air                                         | 「SoftBank Air 割引（手を振る） 」篇(web限定配信)                  |
| 番外 | SoftBank Air                                         | 「SoftBank Air 割引（ロケット） 」篇(web限定配信)                  |
| 486  | おうちでんき                                         | 「3カ月0円CP」篇                                                   |
| 487  | メリハリプラン                                       | 「勝手にHERO'S 登場」篇                                            |
| 488  | うたまつりでスマホデビュー                           | 「うたまつりでスマホデビュー 新潟県」篇                            |
| 489  | うたまつりでスマホデビュー                           | 「うたまつりでスマホデビュー 山梨県」篇                            |
| 490  | うたまつりでスマホデビュー                           | 「うたまつりでスマホデビュー 長野県」篇                            |
| 491  | うたまつりでスマホデビュー                           | 「うたまつりでスマホデビュー 大分県」篇                            |
| 492  | うたまつりでスマホデビュー                           | 「うたまつりでスマホデビュー 山口県」篇                            |
| 493  | うたまつりでスマホデビュー                           | 「うたまつりでスマホデビュー 福岡県」篇                            |
| 494  | うたまつりでスマホデビュー                           | 「うたまつりでスマホデビュー 長崎県」篇                            |
| 495  | スマホデビュー体操                                   | 「スマホデビュー！北海道」篇                                       |
| 496  | 5Gってドラえもん？                                   | 「スタート」篇                                                     |
| 497  | 5Gってドラえもん？                                   | 「スタート のび太」篇(web限定配信)                                 |
| 498  | 5Gってドラえもん？                                   | 「登場」篇                                                         |
| 499  | 5Gってドラえもん？                                   | 「インタビュー(ブルース・ウィリス)」篇(web限定配信)                |
| 500  | メリハリプラン                                       | 「勝手にHERO'S 勝手に笑顔」篇                                      |
| 501  | 今は、スマホで会おうよ                               | 「オンライン里帰り」篇                                             |
| 502  | SoftBank Air                                         | 「工事がいらない 踊る」篇                                          |
| 503  | 5Gってドラえもん？                                   | 「のび太登場」篇                                                   |
| 504  | 5Gってドラえもん？                                   | 「タケコプター」篇                                                 |
| 505  | 5Gってドラえもん？                                   | 「タケコプター・大人ののび太」篇                                   |
| 506  | SoftBank \| 嵐                                       | 「5Gバーチャル大合唱」篇                                           |
| 507  | おうちでんき                                         | 初月全額0円＋基本料6ヵ月無料（東日本ver）                          |
| 508  | おうちでんき                                         | 2ヵ月全額0円（西日本ver）                                          |
| 509  | Google Pixel 4a (5G)                                 | 「千鳥の新常識」篇                                                 |
| 510  | SoftBank \| 嵐                                       | 「これからだ」篇                                                   |
| 511  | 5Gってドラえもん？                                   | 「未来のジャイアン・スネ夫登場」篇                                 |
| 512  | SoftBank学割                                         | 「学割HERO'S 青春応援」篇                                          |

このほか、福岡ソフトバンクホークスを応援するCMもある（九州ローカル）。
また、2016年12月26日放送の『SMAP×SMAP FINAL』（フジテレビ）の中で、かつてCMキャラクターを務めていたSMAPに対しての感謝を述べた特別CMを放送した。内容は、SMAPの楽曲「オリジナルスマイル」をBGMに、かつて5人が出演した同社のCM映像やオフショットをつなぎ合わせて60秒に編集したVTRに「あんなことやこんなこと いろいろしていただきました。 本当に ありがとう。 SoftBank→SMAP」とメッセージが添えられ、最後はお父さんが映し出され「サヨナラじゃないよな？」とコメントした。

## 関係者
- クリエイティブディレクター - 佐々木宏
- プランナー - 澤本嘉光
- プロデューサー - 小佐野保

## 受賞歴など
- 2007年-2012年 CM好感度ランキング『BRAND OF THE YEAR』第1位

ACC CM FESTIVAL
全日本シーエム放送連盟が毎年行っている「ACC CM FESTIVAL」に2007年 - 2011年の間受賞作を送り出しており、特に2008年は最高賞である総務大臣賞ACCグランプリを受賞している。
- 2011年：ACCシルバー 1本、ACCブロンズ 4本、クラフト賞プロデュース部門（小佐野保）
- 2010年：ACCゴールド 1本、ACCシルバー 1本、ACCブロンズ 3本、特別賞演技部門（北大路欣也）
- 2009年：ACCシルバー 1本
- 2008年：ACCグランプリ 1本、ACCシルバー 4本、ACCブロンズ 1本、ベストプロデュース賞（小佐野保）、ベスト演技賞（白戸家の人々）
- 2007年：ACCゴールド 2本、ACCブロンズ 1本、ベストプロデュース賞（小佐野保）
カッコ内は受賞者